# Basilius der Große

Basilius von Caesarea, Ikone des 16. Jahrhunderts (Museum für byzantinische Kultur Thessaloniki)

Basilius von Caesarea (Βασιλεῖος Basileĩos, Aussprache im 4. Jahrhundert: /βasiˈliːos/, * um 330 in Caesarea, Kappadokien; † 1. Januar 379 ebenda) war als Asket, Bischof und Theologe eine der herausragenden Gestalten im spätantiken Christentum. So gehörte er als „Neunicäner“ zu den geistigen Vätern des Glaubensbekenntnisses von Nicäa-Konstantinopel (381), und seine Mönchsregeln sind grundlegend für das orthodoxe Klosterleben, mit großer Ausstrahlung auch auf die Ordensregeln der lateinischen Westkirche.
Aus kappadokischer Oberschichtfamilie stammend, erwarb Basilius eine umfassende Bildung und zog sich zu einem asketischen Leben auf ein Landgut der Familie in Pontus zurück. Seit 365 war Caesarea sein Lebensmittelpunkt: Zunächst stand er als Adjunkt des Bischofs Eusebius in kirchlicher Verantwortung; 370 folgte er ihm im Amt nach. Das karitative Großprojekt der Basilias (eine Kombination aus Krankenhaus, Gästehaus und Kloster) gab Basilius Rückhalt in der Bevölkerung. Kaiser Valens gewährte ihm ungewöhnliche Freiräume, obwohl Basilius dessen homöische Kirchenpolitik ablehnte. Versuche einer Kooperation mit den Bischöfen im lateinischen Westreich scheiterten daran, dass diese sich im Streit um den Bischofsstuhl von Antiochia auf den Altnicäner Paulinus festgelegt hatten, dessen Konkurrent Meletius aber kirchenpolitisch zu den engen Partnern des Basilius zählte.
Basilius war schon bald nach seinem Tod als Basilius der Große bekannt. Er, sein Bruder Gregor von Nyssa und ihr gemeinsamer Freund Gregor von Nazianz werden als „die drei kappadokischen Kirchenväter“ bezeichnet. Zusammen mit Gregor von Nazianz und Johannes Chrysostomos wird Basilius in der Orthodoxie seit etwa 1100 als einer der heiligen drei Hierarchen verehrt. Papst Pius V. erklärte ihn 1568 zum Kirchenlehrer der Römisch-katholischen Kirche.

## Leben
Aus dem Leben des Basilius sind viele Einzelheiten bekannt. Die wichtigsten Quellen sind seine über 300 Briefe und die Gedächtnisrede, welche Gregor von Nazianz seinem verstorbenen Freund hielt. Weitere Informationen finden sich in zwei Schriften seines jüngeren Bruders Gregor von Nyssa: dem Encomium in Basilium fratrem und der Vita Macrinae. Dagegen ist die Vita S. Basilii, fälschlich Amphilochius von Ikonium zugeschrieben, erst im 8. Jahrhundert verfasst worden und historisch wertlos.

### Familie
Basilius’ Familie besaß große Ländereien in Bithynia et Pontus, Cappadocia und Kleinarmenien. Ob sie zum senatorischen Adel gehörte, ist unsicher. Die Großeltern väterlicherseits zogen sich während der Christenverfolgung unter Maximinus Daia (310–313) für mehrere Jahre in ein abgelegenes Waldgebiet in Pontus zurück, wo sie ein einfaches Leben führten. Sowohl Basilius als auch sein Bruder Gregor idealisierten diese Jahre im Wald: wenn nötig, sollte ein Christ Bildung, Karriere, Politik hinter sich lassen. Die Eltern Basilius und Emmelia hatten insgesamt neun Kinder, von denen fünf namentlich bekannt sind: Makrina, Basilius, Gregor, Naukratios und Petrus. Basilius, Gregor und Naukratios wurden durch Rhetorik- und Philosophiestudium darauf vorbereitet, so wie ihr Vater später als Rhetor und Anwalt tätig zu sein.
Wie es im 4. Jahrhundert üblich war, wurde Basilius nicht als Kleinkind getauft, sondern die Taufe aufgeschoben. Er verbrachte seine Kindheit auf einem Landgut der Familie in der Nähe von Neocaesarea. Makrina die Ältere, Basilius’ Großmutter väterlicherseits, war eine Schülerin des Gregorios Thaumaturgos und vermittelte dem Jungen erste Kenntnisse der Bibel (die in der Art des Origenes interpretiert wurde) und der kirchlichen Tradition. Der allerdings stilisierten Darstellung der Vita Macrinae zufolge nahm Basilius’ ältere Schwester Makrina ihn bei der Hand und stellte früh die Weichen für seine asketische Frömmigkeit. Basilius erwähnte die Schwester in seinen Schriften nie.
Philip Rousseau sieht bei Basilius eine zeittypische Problematik: Christ war er schon in dritter Generation. Wenn er eine ernste persönliche Entscheidung für das Christentum treffen wollte, dann war außer der Taufe noch mehr gefordert, zum Beispiel ein Leben als Asket. Bei Basilius bleibt aber unklar, ob es ein Bekehrungserlebnis und eine Lebenswende gab oder eher ein kontinuierliches Fortschreiten im Glauben von Kindesbeinen an. Er beschrieb in Epistula 223 nämlich beides. Als Bischof wurde er von seinen Gegnern dafür kritisiert, theologische Neuerungen zu vertreten. Da hatte er Grund, Kontinuitäten zu betonen: eine familiär vermittelte Gregorios-Thaumaturgos- und Origenes-Tradition.

### Studienjahre in Athen

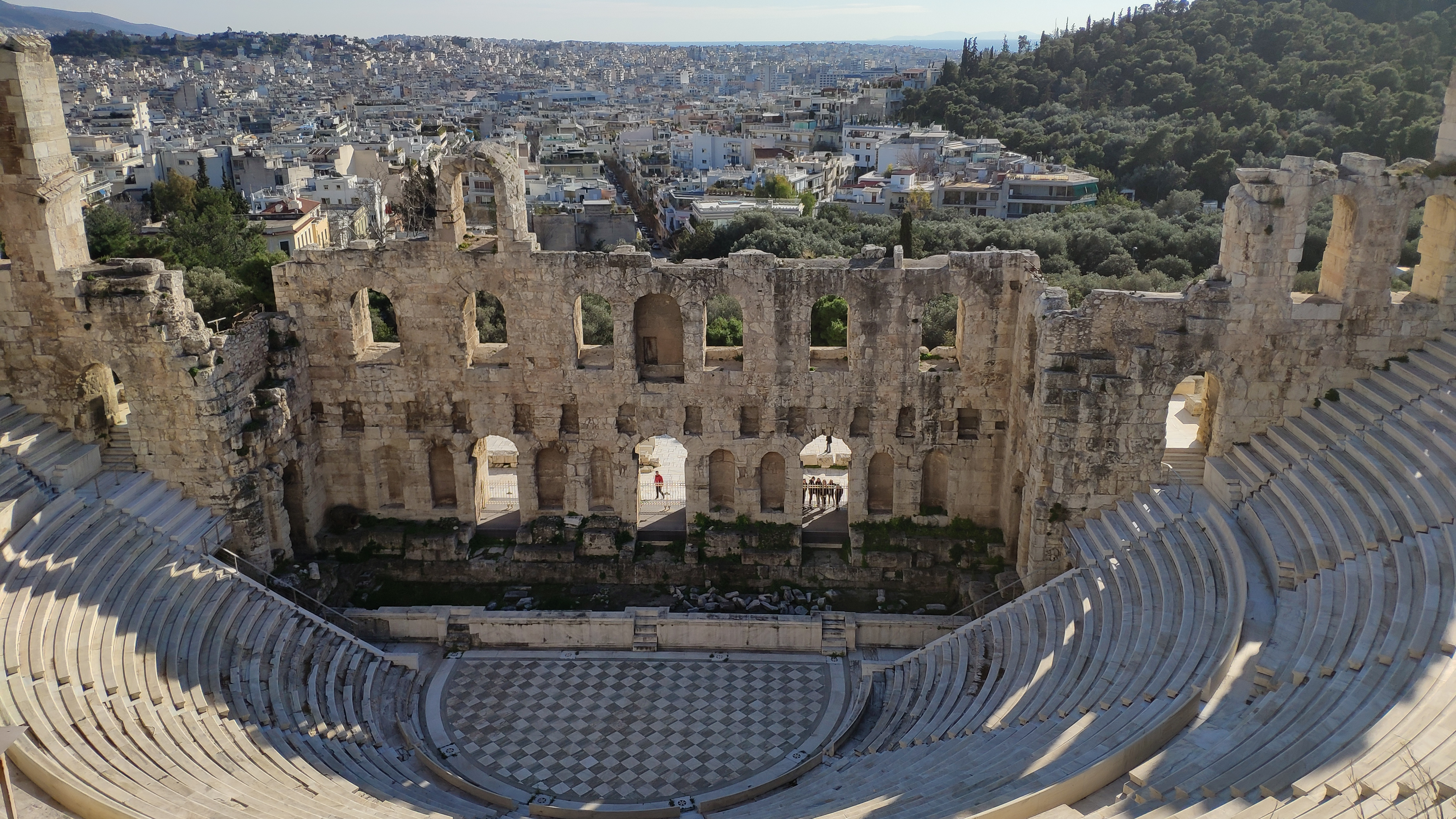
Das römische Athen (hier das Odeon des Herodes Atticus) war ein bedeutendes Bildungszentrum.

Sein Vater unterrichtete Basilius persönlich „in den Anfangsgründen der klassischen Überlieferung und der hellenistischen Wissenschaften.“ Um 346 starb er. Basilius ging nun zum Studium nach Caesarea in Kappadozien. Etwa 348/49 wechselte er nach Konstantinopel, wo er bei dem Rhetor Libanios Unterricht nahm. Spuren dieses Unterrichts erkennt man in Basilius’ späteren Prosareden und Briefen. Im folgenden Jahr setzte er seine Studien in Athen fort. Dort blieb er bis 355 und hörte Himerios und den hochbetagten christlichen Rhetor und Asketen Prohaeresios. Die Athener Studenten waren in rivalisierende Gruppen geteilt, die jeweils einem Lehrer anhingen. Basilius erlebte diese Studententumulte intensiv mit und missbilligte sie. Im Jahr 355 studierte der spätere Kaiser Julian in Athen. Ob das für Basilius wichtig war, ist allerdings nicht dokumentiert. Die Athener Zeit vermittelte Basilius eine enzyklopädische Allgemeinbildung, die er später selbst als Bildungsideal vertrat: außer Rhetorik auch Philosophie (Neuplatonismus), Arithmetik, Geometrie und etwas Medizin. Er freundete sich mit Gregor von Nazianz an. Während Gregor sich über das Athener Studium begeistert äußerte, überwog bei Basilius Distanzierung und Ablehnung.
355 kehrte Basilius in seine Heimatstadt Caesarea zurück und war dort rund ein Jahr als Rhetoriklehrer tätig. Zu den Schülern gehörte auch sein jüngerer Bruder Gregor von Nyssa, der kritisch bemerkte, Basilius sei von seinen eigenen rhetorischen Fähigkeiten sehr eingenommen gewesen.

### Asketische Experimente in Annisa
Etwa 356 schloss sich Basilius dem „Philosophen“ (= Asketen) Eustathius von Sebaste an. Den Kontakt hatte wahrscheinlich seine Schwester Makrina hergestellt, indem sie ihn während der Athener Jahre über den steigenden Ruhm des Eustathius in asketischen Kreisen in Pontus auf dem Laufenden hielt. Basilius bereiste mit ihm die Zentren des christlichen Mönchtums: Koilesyrien, Mesopotamien, Palästina und Ägypten. Dabei ging es anscheinend weniger um Studium des jeweiligen Asketenlebens, als darum, seinem Mentor Eustathius nahe zu sein. Dieser verband als Bischof kirchliche Verpflichtungen und eine persönliche asketische Lebensführung. Das scheint Basilius angesprochen zu haben. Später, als Eustathius aus Basilius’ Sicht häretische Neigungen zeigte, tendierte Basilius dazu, den Einfluss, den jener in jungen Jahren auf ihn hatte, geringer darzustellen.
Unterdessen hatten sich Mutter und Geschwister zu einem gemeinsamen religiösen Leben auf eines ihrer Landgüter in Pontus zurückgezogen. Eine solche „Askese im familiären Umfeld“ lag für Angehörige der christlichen Oberschicht im Trend. Das traditionelle römische Ideal eines Lebens in Zurückgezogenheit und gelehrter Muße (otium) wurde nun christlich neu interpretiert. Es konnte unterschiedlich gelebt werden, nicht unbedingt als radikaler Bruch mit der Welt.

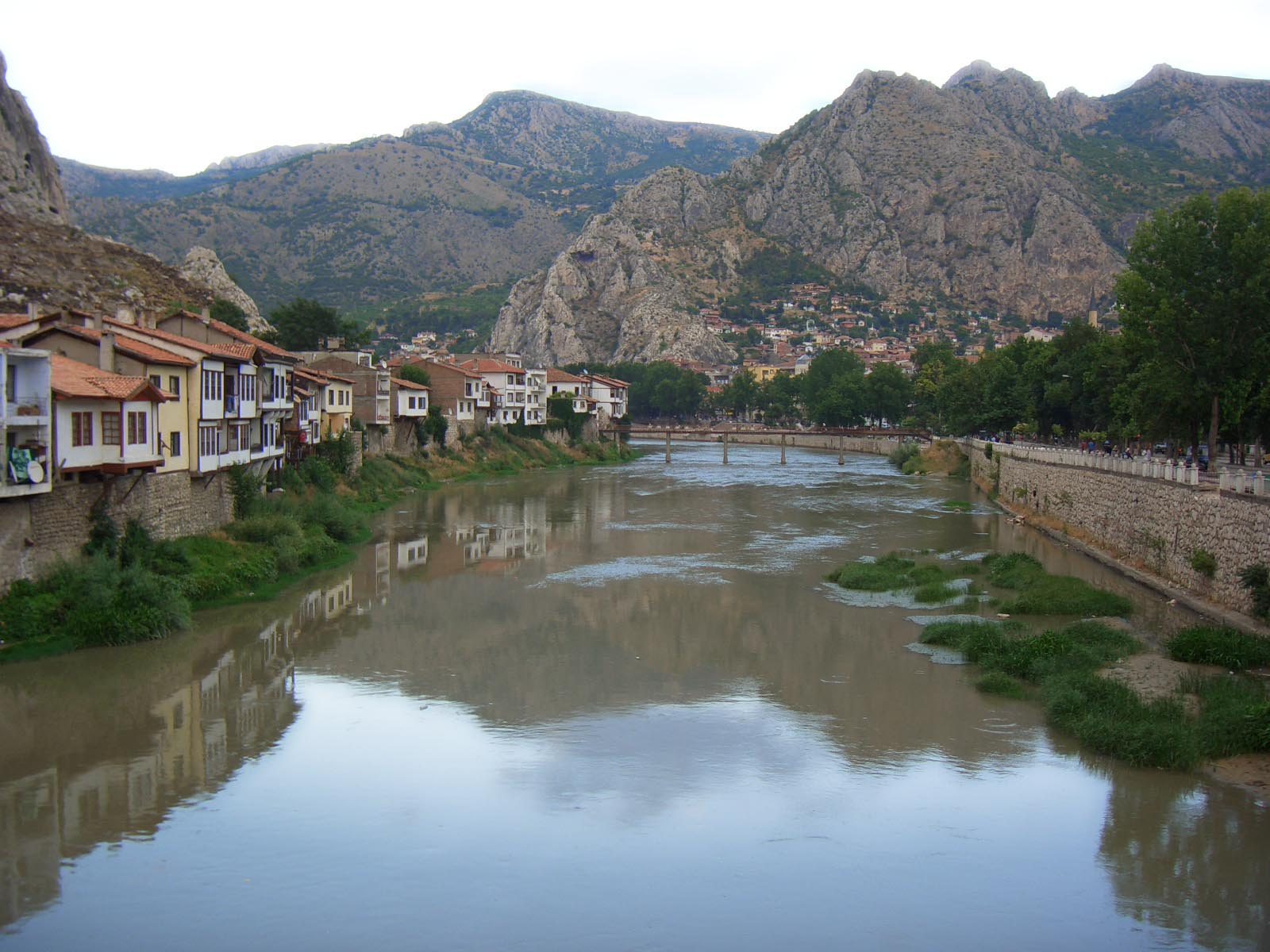
Landschaft am Fluss Yeşilırmak

Das Landgut Annisa nahe Neocaesarea, auf dem Basilius’ Familie lebte, wird mit Uluköy (Kreis Taşova, Provinz Amasya) identifiziert. Das heutige Dorf liegt nahe dem Zusammenfluss von Yeşilırmak (= Iris) und Kelkit Çayı (= Lykos) in einer fruchtbaren, für die Landwirtschaft optimalen Gegend. Emmelia, Makrina und Petrus lebten in Annisa mit ihren Sklavinnen und Leibeigenen, die sie als Gefährten behandelten, ein einfaches Leben und widmeten sich dem regelmäßigen Psalmengebet. Eustathius war ein häufiger Gast. Naukratios hatte sich etwas abseits davon mit einem Diener eine Einsiedelei eingerichtet, in der sie einige hilfsbedürftige alte Männer pflegten. Außerdem ging Naukratios der Jagd nach und versorgte damit auch die Küche der Familienkommunität. Bei einem Jagdunfall starb er.
Mit größerem zeitlichem Abstand schrieben die kirchlichen Historiker Sokrates Scholastikos und Sozomenos, Basilius habe mehrere Asketengemeinschaften gegründet. Aus Basilius’ Briefwechsel ergibt sich ein anderes Bild. Demnach zog Basilius nach der Rückkehr von seiner Reise und kurzem Aufenthalt in Caesarea (wo er im Jahr 357 durch Bischof Dianius die Taufe empfing) ebenfalls nach Annisa. Dort hielt er aber Distanz zu der von seiner älteren Schwester Makrina geleiteten Familienkommunität – er ließ sich auf der anderen Seite des Flusses nieder. Er lud seinen Studienfreund Gregor von Nazianz ein, das asketische Leben mit ihm zu teilen. Epistula 14 ist eine auch als idyllische Landschaftsbeschreibung interessante Werbeschrift an den Freund, Epistula 2 (zeitlich später) ist das erste asketische Programm des Basilius. Er stellte es unter das Bibelwort Mt 16,24 . Rückzug aus der Welt heißt hier vor allem Verzicht auf das eheliche Leben, das alle möglichen Sorgen und Beschwerden mit sich bringe. Wer dem entsage, habe Zeit für das Bibelstudium, in dem er Vorbilder des christlichen Asketen findet: Josef (Keuschheit), Ijob (Gleichmut), Mose (Eifer), David (Sanftmut). Zerzaustes Haar, schäbige Kleidung, eine Mahlzeit pro Tag und Schlaf nur bis Mitternacht runden das asketische Programm des jungen Basilius ab. Seine Quellen sind weniger die Bibel als die kynische Tradition (Bindungs- und Bedürfnislosigkeit, Autarkie), die Stoa (Beschränkung auf das Notwendige) und der Neuplatonismus (Streben nach innerer Ruhe).
Es gibt drei Antwortbriefe Gregors, zwei eher amüsiert, der dritte ernsthaft interessiert. Gregor hatte allerdings andere Lebenspläne. Sein Vater war Bischof von Nazianz und brauchte ihn als Unterstützung im Alter. Sein Aufenthalt in Annisa bei seinem Freund war eine biografische Zwischenstation vor der Priesterweihe. Andeutungen in Gregors Briefen ist zu entnehmen, dass andere Asketen in der Region lebten, Basilius mit ihnen in Kontakt stand und von diesen als Autorität anerkannt wurde. Abgesehen von Gregor lud Basilius aber niemanden direkt ein, mit ihm zusammen zu wohnen. Epistula 3 lässt erkennen, dass Basilius’ Haushalt Dienerinnen und Diener beschäftigte und wohl auch wertvolles Inventar besaß. Während ihrer gemeinsamen Zeit in Annisa, im Verlauf des Jahres 358, stellten Basilius und Gregor die Philokalia zusammen, eine Blütenlese von Texten des Origenes.

### Christologische Streitigkeiten
Das Erste Konzil von Nicäa (325) hatte den Arianismus verurteilt. Heftige Auseinandersetzungen um das Wesen (die Ousia) des Logos (Jesus Christus als Sohn Gottes) prägten die folgenden Jahrzehnte. Um 350 hatten sich vereinfacht dargestellt vier Positionen herausgebildet:
| Homousianer (= Altnicäner) | Homöusianer | Homöer | Anhomöer (= Neuarianer) |
| Athanasius von Alexandria | Basilius von Ancyra, Eustathius von Sebaste | Acacius von Caesarea | Aëtios von Antiochia, Eunomius |
| „Der Logos ist dem Vater wesensgleich (ὁμοούσιος homoúsios)“ – genau so, wie es in Nicäa formuliert worden war: er ist „aus dem Wesen des Vaters“. Man muss das nur richtig interpretieren. | „Der Logos ist dem Vater gleich im Wesen (ὅμοιος κατ’ οὐσίαν hómoios kat’ ousían)“. Der Sache nach ist Nicäa zuzustimmen, aber die Formulierung homoúsios sollte vermieden werden. | „Der Logos ist dem Vater gleich in allem (ὅμοιος κατὰ πάντα hómoios katà pánta), wie es in der Heiligen Schrift steht“ – man sollte eine biblische Sprache wählen und die philosophischen Begriffe vermeiden. | „Der Logos ist dem Vater ganz ungleich“: Wenn Ungewordenheit Gottes Wesen ausmacht, kann der Logos nicht Gott sein. Das ist aus sprachphilosophischen Gründen zwingend. |

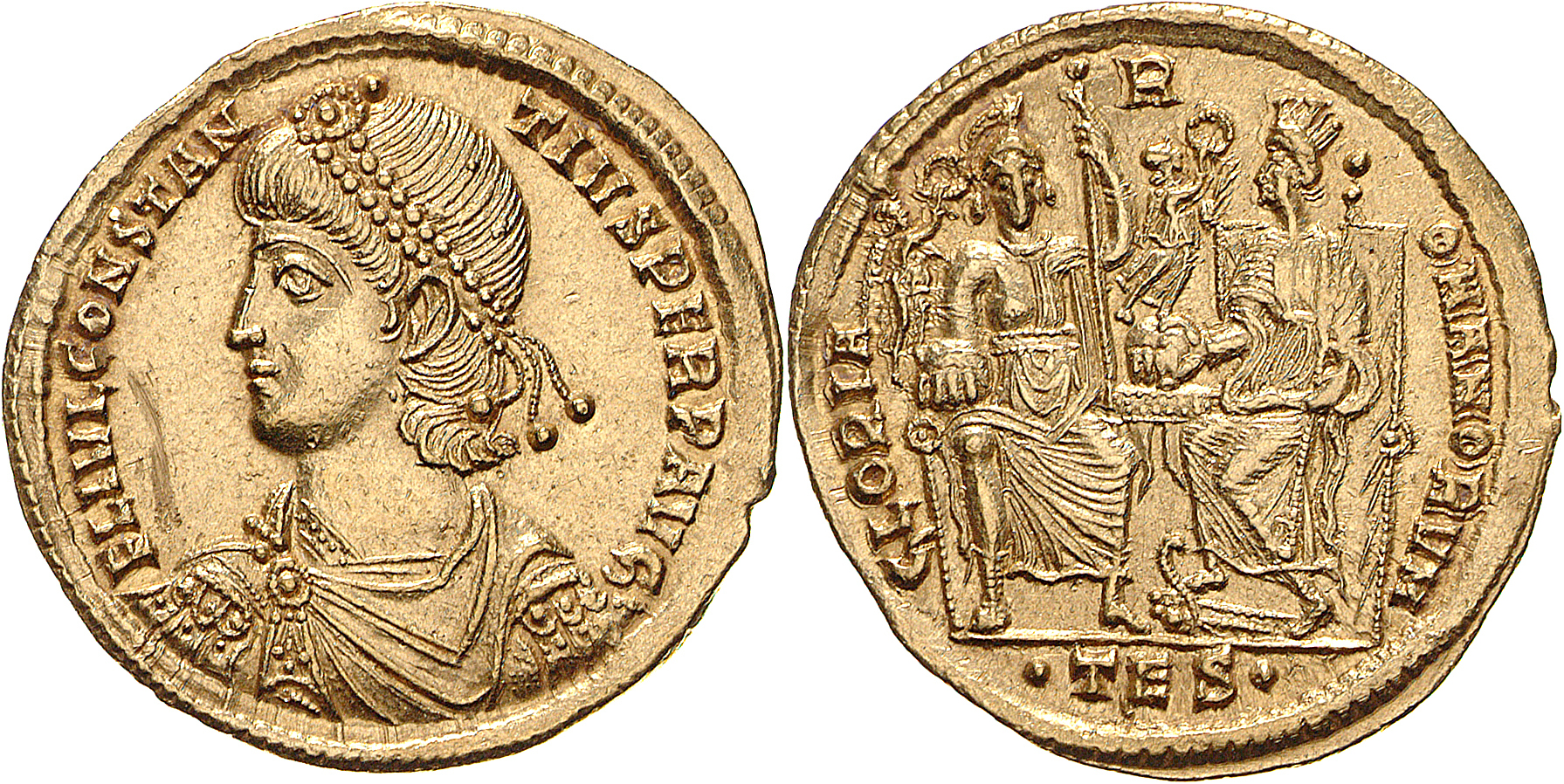
Goldmultiplum Constantius’ II., Rückseite: Thronende Personifikationen von Rom und Konstantinopel (Münzkabinett Berlin)

Im griechischsprachigen Osten des Reichs waren Altnicäner und Neuarianer kleine Minderheiten. Homöusianer und Homöer hofften beide darauf, den Kaiser für die eigene Position gewinnen zu können. Kaiser Constantius II., der seit 353 Alleinherrscher war, versuchte zunächst, den kirchlichen Streit zu befrieden, und als das nicht gelang, ihn zu unterdrücken. Auf der Synode in Konstantinopel (Januar 360) wurde der philosophische Fachbegriff Hypostase, der seit Origenes mit schillernder Bedeutung in die Theologie eingezogen war, dort verboten und die Position der Homöer zum Reichsdogma erklärt. Das blieb formell bis 381 gültig. Die Homöer waren fortan die kaiserliche Hofpartei. Mit ihrem Selbstverzicht auf Philosophie konnten Homöer den Argumenten der Anhomöer allerdings wenig entgegensetzen. Die vagen homöischen Formulierungen waren für Neuarianer zustimmungsfähig: Eine Harmonie von Vater und Sohn im Wollen und Wirken war ihnen auch wichtig. Wenn man das als „Gleichheit“ bezeichnen wollte, gab es kein Problem. Neuarianer konnten das Reichsdogma mit dem inneren Vorbehalt unterschreiben, dass „gleich in allem, wie es in der Heiligen Schrift steht“ keine Aussage über die Ousia sei. An sich war die homöische Position ein Kompromiss zugunsten des innerkirchlichen Friedens, der aber durch den staatlichen Druck, mit dem er verbindlich gemacht werden sollte, seine Glaubwürdigkeit verlor.
Basilius nahm an der Synode in Konstantinopel Anfang 360 als Zuhörer teil; er stand im Rang eines Lektors und gehörte zum Gefolge der homöusianischen Wortführer Basilius von Ancyra und Eustathius von Sebaste. Sich hier einzuordnen, entsprach seiner frühen Prägung durch die Theologie des Origenes. Das homöische Reichsdogma, das sein eigener Bischof Dianius unterschrieb, lehnte er ab, ebenso die Positionen der Anhomöer, deren Wortführer Eunomius er in Konstantinopel kennenlernte. Die Homöusianer erlitten in Konstantinopel eine Niederlage, ihre Anführer verloren ihre Bischofssitze. Basilius zog sich wieder in sein asketisches Refugium in Annisa zurück.
In der Regierungszeit des Kaisers Julian (6. November 361 bis 26. Juni 363) wurde das Christentum vorübergehend aus seiner privilegierten Position als kaiserlich geförderter Religion verdrängt; Julian unterstützte die traditionellen Kulte. Für den innerkirchlichen Streit wirkten die wenigen Jahre der Herrschaft Julians wie ein Katalysator. Die Anhomöer, die nicht länger repressiven Maßnahmen ausgesetzt waren, begannen eigene kirchliche Strukturen auszubilden. Das Lager der Homöusianer erhielt personell erheblichen Zulauf von bisher homöischen Bischöfen, die sich von der Kompromissformel des Reichsdogmas nichts mehr versprachen. Diese Gruppe war inhomogen und auf der Suche nach einer gemeinsamen theologischen Basis. Mit dem Tomus ad Antiochenos (362) hatte Athanasius als Wortführer der Homousianer Interpretationsspielräume des Textes von Nicäa aufgezeigt und damit den Homöusianern ein Gesprächsangebot gemacht. Auf der Synode von Antiochia 363 entschieden sich die sogenannten „Rechtshomöusianer“ für das Bekenntnis von Nicäa, interpretiert durch die Formel „Der Logos ist dem Vater gleich im Wesen (hómoios kat’ ousían).“ Zu dieser Gruppe stieß auch Basilius.
Im Sommer 363 reiste Basilius nach Caesarea, weil sein Bischof Dianius im Sterben lag. Es kam zu einer Aussöhnung zwischen beiden. Basilius scheint erwartet zu haben, dass man ihn zu Dianius’ Nachfolger wählen würde. Stattdessen wurde Eusebius, ein noch ungetaufter Neubekehrter, zum Bischof gewählt. Er war Mitglied des Stadtrats von Caesarea (curialis). Die Bischöfe, die Eusebius wählten, erklärten später, sie seien von Bewaffneten dazu gedrängt worden. Dabei handelte es sich entweder um fabricenses (Arbeiter in der örtlichen Waffenfabrik, die zugleich Soldaten waren) oder um militärische Einheiten, die den Kaiser bei seiner Reise durch Kleinasien begleiteten. Kurz darauf traf Kaiser Julian selbst in Caesarea ein. Klagen gegen die Bischofswahl wurden ihm vorgetragen, und er forderte die Absetzung des Eusebius und Neuwahl. Dann zerstörten Sympathisanten des Eusebius, angeführt unter anderem von dem Priester Eupsychius, den letzten in Caesarea noch bestehenden Tempel, ein Heiligtum der Tyche. Julian ließ einige Anführer hinrichten. Eine Bischofsneuwahl war für die innerkirchlichen Kritiker des Eusebius nun keine Option mehr. Basilius setzte sich später für die Feier eines Eupsychius-Gedenktags ein. In der Ruine wurde ein Martyrion für die hingerichteten christlichen Tempelzerstörer gebaut.
Eusebius weihte Basilius zum Priester. Ein Zerwürfnis mit Eusebius veranlasste Basilius Ende 363, sich wieder nach Annisa zurückzuziehen.
In diese Phase datieren Basilius’ erste eigenständige christologische Überlegungen. Er erweiterte die homöusianische Formel „Der Logos ist dem Vater gleich im Wesen (hómoios kat’ ousían)“ durch die Zufügung von ἀπαραλλάκτος aparalláktos „unwandelbar“. Genau das sei in Nicäa mit dem Begriff „wesensgleich“ (homoúsios) gemeint gewesen, den er selbst zu bevorzugen begann. Seine erste große theologische Schrift, Adversus Eunomium, ist eine Widerlegung der Anhomöer. Es handelt sich wohl um ein Auftragswerk, mit dem Eustathius von Sebaste Basilius als versierten Rhetor betraute. Als Programmschrift sollte dieser Text die Homöusianer auf der Synode von Lampsakus (Herbst 364) zusammenschließen und gegen die Religionspolitik des neuen Kaisers Valens mobilisieren. Das sprachphilosophische Argument des Eunomius lautete: Da die Gottheit eine ist, müssen alle Namen, die man ihr gibt, gleichbedeutend sein. Basilius setzte dagegen: Das Wesen von etwas (nicht nur der Gottheit, sondern generell) ist nicht erkennbar. Namen können dieses Wesen auch nicht mitteilen; sie rufen bei denen, die sie verwenden, geistige Vorstellungen auf. Alle Namen, die der Gottheit gegeben werden, tragen entsprechend ihrer besonderen Bedeutung etwas zur Gotteserkenntnis bei, die aber für Menschen immer unvollkommen bleiben muss.

### In Verantwortung für die Kirche von Caesarea

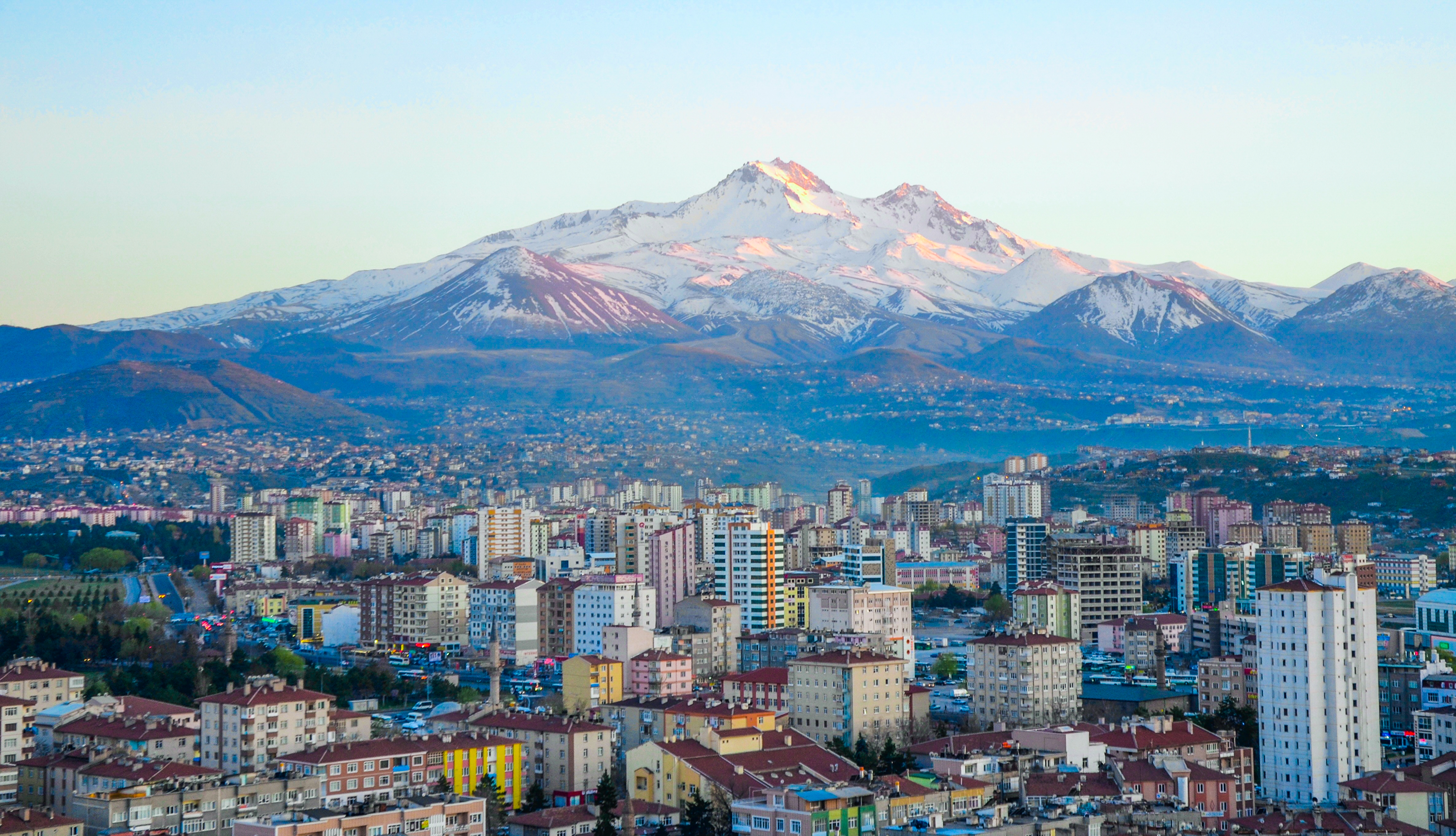
Das moderne Kayseri vor dem Panorama des Vulkans Erciyes Dağı (in der Antike: Argaios)

Im Jahr 365 rief Bischof Eusebius Basilius nach Caesarea zurück. Diese Stadt war von nun an der Lebensmittelpunkt des Basilius. In Caesarea und auch im ländlichen Kappadokien herrschten im 4. Jahrhundert volkskirchliche Verhältnisse. Als Kultur- und Bildungsmacht blieb die griechisch-römische Religion sehr präsent. Die wenigen Anhänger paganer Kulte gehörten meist den Eliten oder geschlossenen ethnischen Gruppen an. Das antike Caesarea (etwas südlich des modernen Kayseri) lag verkehrsmäßig überaus günstig am Kreuzungspunkt wichtiger Straßen durch Kleinasien. Wer von Konstantinopel aus nach Armenien oder Syrien reiste, machte deshalb in Caesarea Station – seien es römische Soldaten oder der Kaiser mit seiner Entourage. Was der Bischof von Caesarea tat, wurde daher reichspolitisch wahrgenommen. Der „kirchlich kaum versierte und theologisch ungebildete“ Bischof Eusebius war seinem Amt nicht gewachsen. Er ernannte Basilius zu seinem Assistenten (Adjunkt) und überließ ihm faktisch die Leitung des Bistums Caesarea.
Seit 364 regierte Kaiser Valens. In seiner Kirchenpolitik lassen sich drei Phasen unterscheiden: Gleich nach Regierungsantritt intervenierte er stark zugunsten der Homöer, weniger weil er selbst (ebenso wie sein Bruder, der Westkaiser Valentinian I.) in einem homöischen Umfeld aufgewachsen war und hauptsächlich, weil er sich davon Frieden und Eintracht in der Kirche versprach. Von 366 bis 373 beschränkte er sich auf Begünstigung der Homöer und milden Druck auf Andersgesinnte. Ab 373 verfolgte er das Ziel einer homöischen Reichskirche wieder mit allem Nachdruck.

#### Hungersnot in Kappadokien
In Kappadokien gab es im Frühsommer 369 eine schwere Hungersnot. Tief im Inneren Kleinasiens gelegen, fehlte die Möglichkeit, auf dem Seeweg Nahrungsmittel in die Region heranzuführen. Die Notlage bot Basilius ein Aufgabenfeld, in dem er seine Vorstellungen von christlicher Nächstenliebe verwirklichen konnte. Die wichtigste Quelle ist die Gedächtnisrede des Gregor von Nazianz. Basilius äußerte sich in seinen Schriften nur beiläufig zu diesem Thema, doch werden drei Predigten in die Zeit der Hungersnot datiert.
Gregor zufolge nutzte Basilius seinen Einfluss, um die Vorratskammern der Reichen zu öffnen und schuf eine Anlaufstation für die Hungernden. Er setzte sein eigenes Personal ein, um aus den gespendeten Lebensmitteln einfache Mahlzeiten (kesselweise Erbsensuppe und gepökeltes Fleisch) zubereiten zu lassen und kümmerte sich um eine gerechte Verteilung. Basilius’ Suppenküche verköstigte nicht nur Gemeindeglieder und Einheimische, sondern ebenso neu zugezogene Fremde, Anhänger paganer Kulte und Juden.
Rousseau erwägt, dass Basilius nach den Erfahrungen mit einer ad-hoc-Suppenküche plante, ein ständiges Hilfsangebot für Arme und Kranke zu schaffen. Die Basileias (siehe unten) sei durch die Hungersnot angeregt, aber ihr Aufbau habe mehrere Jahre benötigt.

#### Ein karitatives Großprojekt: dieBasilias
Basilius ließ vor den Toren von Caesarea eine Siedlung neu anlegen, die verschiedene Funktionen vereinte. Sie war eine ganze „neue Stadt“, wie Gregor von Nazianz formulierte: Krankenhaus, Herberge für Reisende und Kloster zugleich, im Zentrum eine Kirche; angegliedert waren Bäder und Werkstätten. Bekannt unter dem Namen Basilias, wurde diese karitative Siedlung bereits von den Zeitgenossen als innovativ und vorbildhaft wahrgenommen. Archäologische Befunde gibt es von dieser Anlage, die bis ins 5. Jahrhundert bestand, nicht. Ob die Basilias vor oder nach Basilius’ Ernennung zum Bischof neu geschaffen wurde, ist umstritten und hängt von der Datierung von Epistula 94 ab, einem Brief, in dem Basilius das Projekt gegenüber Elias, dem Statthalter der Provinz Kappadozien, darstellte. Mit Andreas Müller wird im Folgenden eine Gründung vor 370 angenommen.
Müller nimmt an, dass Basilius bei seiner Bildungsreise durch frühchristliche Mönchslandschaften (um 356) in Ägypten die Großklöster des Pachomios kennenlernte, die mit ihren Einrichtungen für Arme, Kranke und Reisende Vorbild für seine Neugründung in Caesarea gewesen seien. Auch wenn er nicht persönlich in der Thebais Gast in einem dieser Klöster war, wurden sie ihm wahrscheinlich während des Ägyptenbesuchs beschrieben. Die pachomianischen Klöster mit ihren separaten Krankenabteilungen und Gästehäusern hatten ihrerseits Vorbilder in der römischen Militärarchitektur. Da Pachomios selbst früher Soldat gewesen war, lag es für ihn nahe, Großklöster für mehrere hundert Mönche wie Militärlager zu organisieren. Solche Lager hatten eine separate Krankenabteilung (valetudinarium), die auch archäologisch bekannt ist: meist um einen Innenhof gruppiert, gab es Krankensäle, Bäder und wohl auch einen Operationssaal. Lagerärzte und Pfleger waren für die Patienten (ausschließlich Legionäre) zuständig. Insbesondere die leitenden Ärzte führten dort auch Weihehandlungen für griechisch-römische Gottheiten durch, die im Militär besonders verehrt wurden. Hier findet sich eine Kombination therapeutischer und kultischer Handlungen, die dann, christlich verstanden, die Basilias kennzeichnete.
Basilius vereinte unterschiedliche Hilfseinrichtungen zu einem Gesamtunternehmen und gab ihm ein theologisches Programm. Mt 25,35-40  war dafür ein Schlüsseltext. „Eine Mischanstalt, wie sie Basileios durch die Pachomianer kennen lernen konnte, bot die Möglichkeit, Christus zugleich in jedem Armen, Fremden und Kranken zu begegnen.“ Da allen Menschen von Natur aus die gleiche Würde zukomme, wandte sich Basilius gegen den Ausschluss der Leprösen aus der städtischen Gesellschaft – Gregor von Nazianz zufolge küsste er sogar Leprakranke. Krankheit sei „heilig“, Gesundheit „töricht“; Armut sei „weise“ und Reichtum „ungerecht.“
Während die ägyptischen Großklöster strikt von der Welt getrennt waren, befand sich die Basilias zwar vor den Stadttoren, insofern also separiert, aber leicht zugänglich. Das löste Widerstand aus, den Müller in der christlichen, aber nicht asketisch interessierten städtischen Oberschicht identifiziert. Die Kombination eines asketisch-biblischen Ideals mit einer kirchlich geleiteten Großinstitution in der eigenen Nachbarschaft sei für diese Christen provozierend gewesen.
Für den Betrieb der Basilias wurden die Asketen, die in Caesarea und Umgebung lebten, sozusagen dienstverpflichtet. Oft wird vermutet, dass Basilius sein erhebliches eigenes bzw. familiäres Vermögen und das Kirchenvermögen zur Finanzierung der Basilias nutzte. Die Finanzierung wurde nach Müller aber „zumindest punktuell von den gesellschaftlichen Verantwortungsträgern“ übernommen. Zum einen zog Basilius reiche Christen dafür heran, die regelmäßige Zahlungen leisten sollten. Zum anderen beantragte er für sein Großprojekt Steuerbefreiung und staatliche Unterstützung.
Nach Angaben des Basilius gab es in dem karitativen Gebäudekomplex der Basilias auch eine Wohnung für den Vorsteher (κορυφαῖος koryphaĩos), die „eines freien Mannes würdig“ gewesen sei. Angesichts des bekannt einfachen Lebensstils des Basilius ist in der Forschung umstritten, ob Basilius mit diesem koryphaĩos sich selbst meinte, d. h. ein repräsentatives Gebäude in der Basilias bewohnte. Das könnte für ihn wegen seiner Amtspflichten, darunter Kontakte mit hohen Staatsbeamten, sinnvoll gewesen sein.

#### Wahl zum Bischof

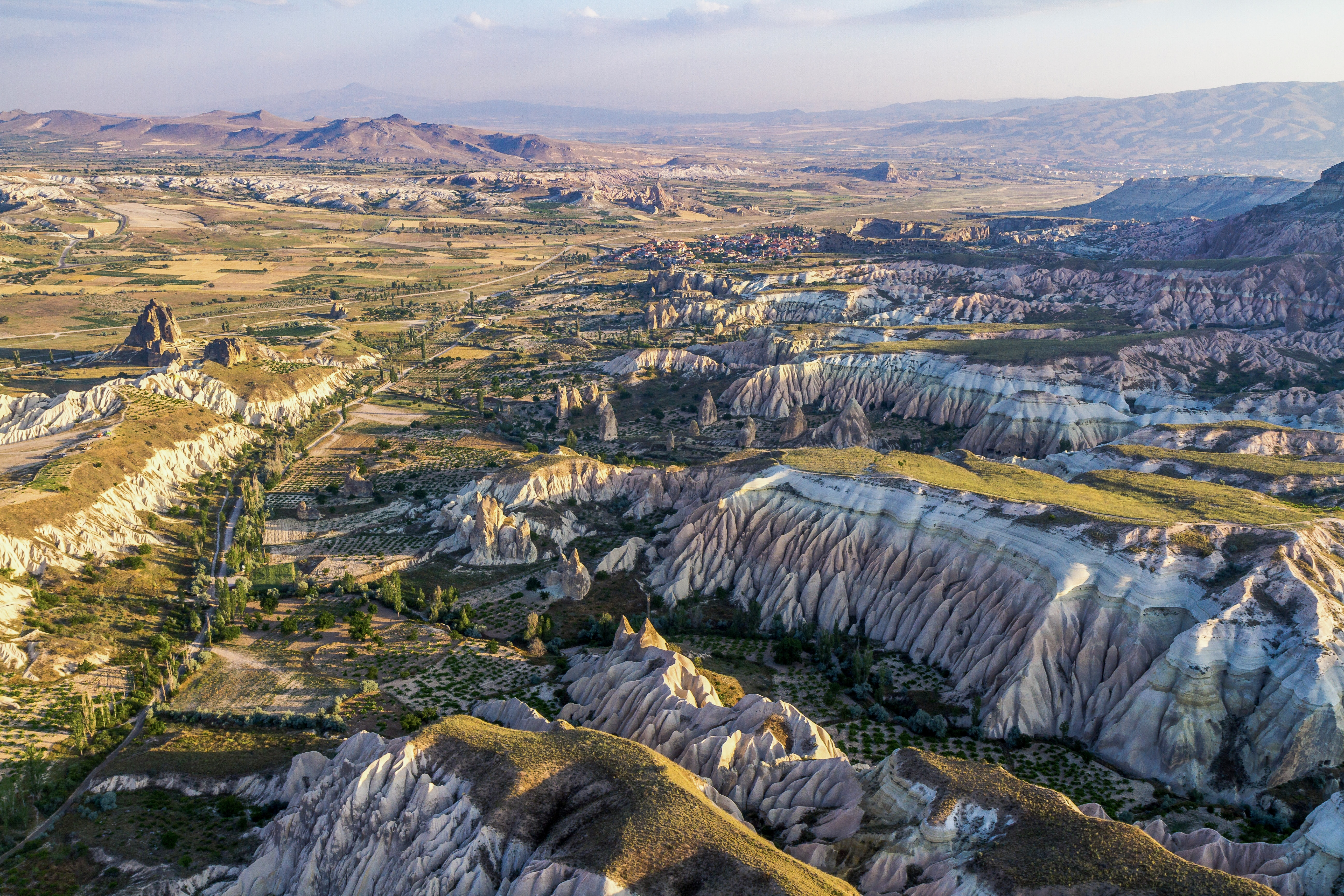
Kappadokische Landschaft bei Nevşehir (Nyssa)

Im Herbst 370 wurde Basilius etwa vierzigjährig zum neuen Bischof von Caesarea gewählt. Die Wahl wurde mit Hilfe auswärtiger Bischöfe durchgesetzt, wobei Gregor von Nazianz der Ältere (der Vater von Basilius’ gleichnamigem Studienfreund) eine führende Rolle hatte. Gegner der Bischofswahl waren der kaiserliche Statthalter sowie städtische Notabeln und einige Kleriker aus der Umgebung. Basilius hatte nun eine einflussreiche Position, da er als Bischof von Caesarea auch Metropolit der ganzen Provinz Cappadocia war. Caesarea war außerdem der wichtigste Bischofssitz in der Diözese Pontus, einer kirchlichen Großregion, die Bithynien, Paphlagonien, Helenopontus und Pontus Polemoniacus, Galatien, Kappadokien und Armenia minor umfasste. Er war nun Vorgesetzter über 50 Landbischofe (chorepiskopoi). Ernst Kirsten kommentiert: „Diese Magnaten [= der kappadokische Landadel, dem Basilius angehörte] haben auch als Bischöfe noch ein Gefolge und legen Wert auf ihren Rang.“

#### Kirchenorganisation
Die römische Provinz Cappadocia wurde von Kaiser Valens um 371 geteilt: in Cappadocia prima mit der Hauptstadt Caesarea und Cappadocia secunda mit der Hauptstadt Tyana. Die kirchliche Organisation passte sich dem an. Bischof Anthimus von Tyana beanspruchte 372 für sich ebenfalls den Rang eines Metropoliten. Basilius’ Metropolitansprengel verkleinerte sich dadurch erheblich. Der Verlust kirchlicher Besitzungen im Taurusgebirge drohte. Basilius reagierte, indem er seinen Freund Gregor von Nazianz zum Bischof von Sasima (Hasanköy) weihte, einer Ortschaft, die zu Cappadocia Secunda gehörte. Außerdem vermehrte er die Zahl der Landbischöfe in Cappadocia prima; unter anderem verlieh er seinem Bruder Gregor von Nyssa dieses Amt. Die vielen Landbischöfe wurden zum Kennzeichen von Cappadocia prima und Armenia minor; sie zeigten auch als Teilnehmer von Synoden fortan Präsenz. Indem er Landbischöfe in Dörfern einsetzte, wurden diese von der Provinzialverwaltung bislang nicht berücksichtigten Siedlungen kirchlicherseits aufgewertet. Freund und Bruder sträubten sich gleichermaßen gegen ein Bischofsamt auf dem Dorf.

#### Amtsführung
Basilius stand in einem ausgedehnten Briefwechsel mit Spitzenbeamten der kaiserlichen Verwaltung. Dieses Netzwerk verdankte er der Bedeutung des Amtes als Bischof von Caesarea und Metropolit von Cappadocia prima ebenso wie seiner Herkunft aus kappadokischer Oberschicht. Er nutzte seine Einflussmöglichkeiten oft, indem er als Patron die Interessen notleidender Einzelpersonen oder Gemeinden gegenüber dem Staat vertrat. Damit formte er das Idealbild eines Bischofs in der spätantiken Reichskirche. Wie es in der spätantiken Gesellschaft üblich war, protegierte er Familienmitglieder, Freunde und Beamte, die in Schwierigkeiten waren. Er setzte sich aber auch für Arme und Sklaven ein. Das war sehr ungewöhnlich.
Welches Verständnis des Bischofsamtes er selbst hatte, geht aus seinem rühmenden Nachruf auf Musonius von Neocaesarea hervor. Dieser sei „eine Stütze des Vaterlandes, eine Zierde der Gemeinden, eine Säule und Grundfeste der Wahrheit, ein Pfeiler des christlichen Glaubens, ein Schirm den Seinigen …, unbesieglich seinen Feinden, ein Hüter väterlicher Sitten, ein Feind von Neuerungen, der in sich selbst die altehrwürdige Gestalt der Kirche verkörperte und gleichsam nach dem altehrwürdigen Zustand wie nach einem heiligen Bilde die Form der ihm anvertrauten Gemeinde gestaltete, so daß seine Zeitgenossen mit denen zu leben schienen, die vor mehr als zwei Jahrhunderten die Welt wie Sterne erhellten.“

#### Kaiserbesuche in Caesarea

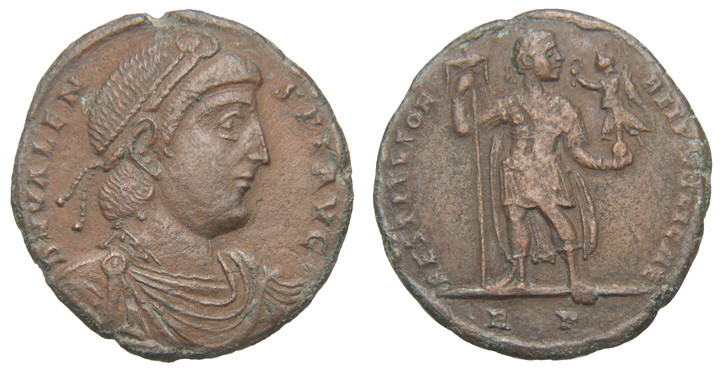
Bronzemünze des Valens; Rückseite: der Kaiser als Feldherr mit Labarum in der rechten, Victoria auf Globus in der linken Hand; Umschrift: RESTITUTOR REI PUBLICAE „Wiederhersteller des Staates“ (Münzkabinett Berlin)

Sowohl Gregor von Nazianz als auch Gregor von Nyssa berichten von kaiserlichen Besuchen in Caesarea, bei der sich Valens von Basilius’ Amtsführung beeindruckt zeigte. Beide Berichte lassen sich allerdings nicht miteinander harmonisieren.
Gregor von Nazianz beschreibt folgende dramatische Szene: Der Prätorianerpräfekt Modestus drängte Basilius, das homöische Reichsdogma anzunehmen, andernfalls drohe ihm Güterentziehung, Verbannung, Marter und Tod. Basilius antwortete: „Sonst nichts? Von all diesen trifft mich nicht eines. Wer nichts besitzt, dessen Güter können nicht eingezogen werden, außer du verlangst meine zerlumpten Kleider und die wenigen Bücher, die ich besitze. Verbannung kenne ich nicht, denn ich bin überall auf Gottes weiter Erde zu Hause. Marter kann mir nichts antun, da ich so krank bin, dass ich schnell daran sterben würde. Der Tod aber ist mir willkommen, denn er bringt mich schneller zu Gott.“ Modestus informierte den Kaiser über diese standhafte Haltung des Bischofs. Dieser besuchte Caesarea am Epiphaniasfest und hatte einen sehr positiven Eindruck von der gottesdienstlichen Feier. In privaten Gesprächen zwischen Basilius und Valens betonte letzterer seine freundliche Gesinnung gegenüber Basilius und verzichtete darauf, ihn ins Exil zu schicken.
Gregor von Nyssa weiß dagegen von zwei Zusammenkünften von Basilius und Modestus, allerdings nicht von einem direkten Gespräch zwischen Basilius und dem Kaiser. Demnach fand die erste Unterredung zwischen Modestus und Basilius in Vorbereitung eines Kaiserbesuchs im Frühjahr 370 statt. Basilius war noch nicht Bischof, und Modestus bot die kaiserliche Unterstützung bei der Wahl im Gegenzug für die Annahme des Reichsdogmas an. Die andere Begegnung mit Modestus bereitete den Kaiserbesuch zum Epiphaniasfest 372 vor. Wenn man den Bericht des kirchlichen Historikers Theodoret hinzunimmt, sagte der Kaiser bei dieser Gelegenheit möglicherweise mit einer großzügigen Geste zu, die Basilias mit den Einkünften aus nahegelegenen kaiserlichen Gütern zu unterstützen.

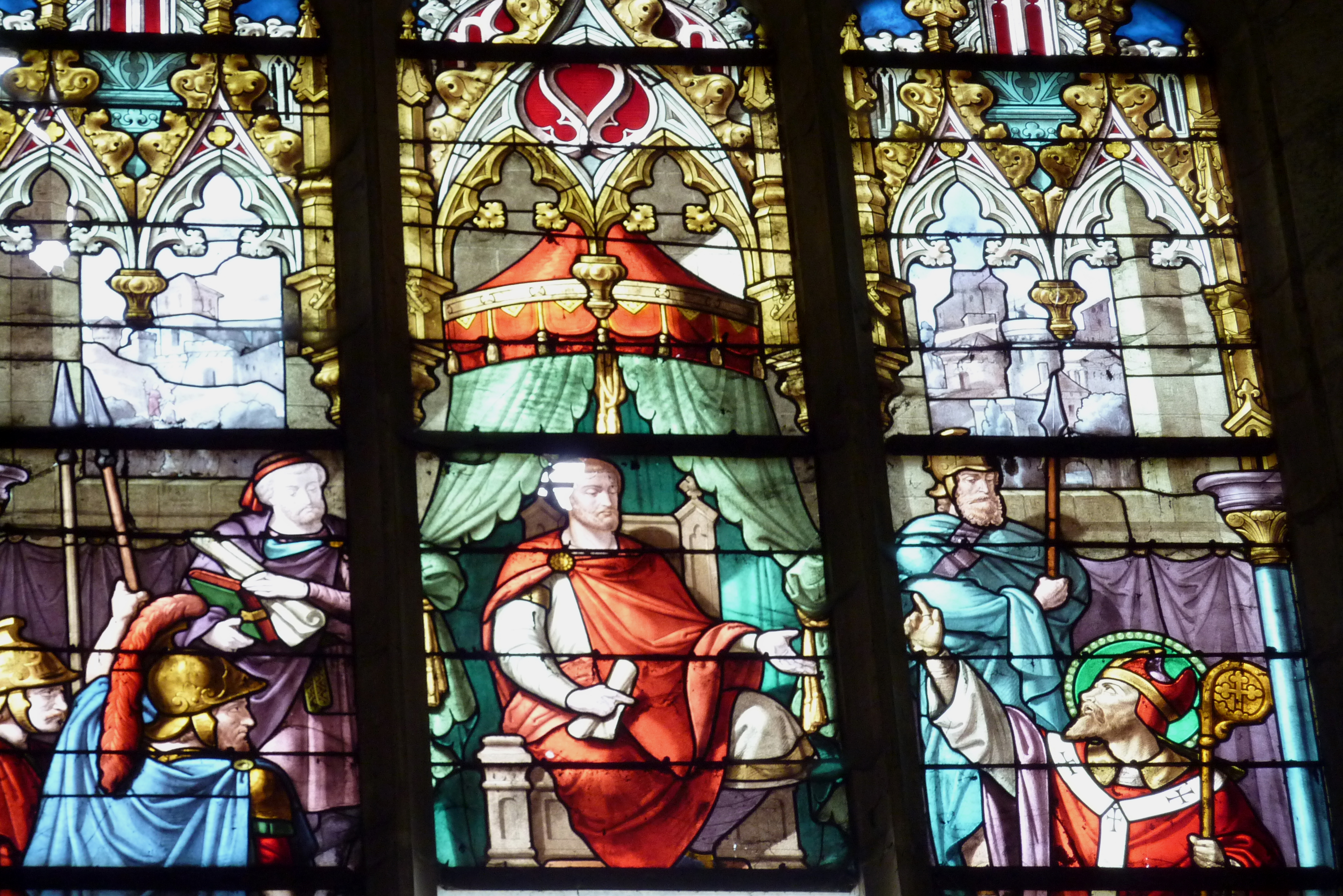
Bischof Basilius (rechts) vor Kaiser Valens (Bleiglasfenster der römisch-katholischen Kirche Saint-Basile in Étampes, Ende 19. Jahrhundert)

Noel Lenski sieht in dem Kaiserbesuch des Jahres 370 ein gutes Beispiel für Valens’ Kirchenpolitik in den mittleren Regierungsjahren. Sein Präfekt drohte dem Bischof, aber als dieser unbeeindruckt blieb, verzichtete der Kaiser auf Sanktionen. Die Beliebtheit in der Bevölkerung aufgrund seines karitativen Engagements habe Basilius geschützt. Die kaiserliche Teilnahme am Epiphaniasgottesdienst in Caesarea datiert Lenski auf Anfang 372. Vermutlich habe Valens von Basilius die Kommunion empfangen (Gregor von Nazianz übergeht diesen Punkt mit Schweigen). Ebenfalls Anfang 372 wurde der Prinz Galates schwer krank, und der herbeigeholte Basilius betete an dessen Bett um Genesung. Galates starb, aber Valens als Vater rechnete Basilius das Fürbittgebet hoch an. Steuerbefreiung, finanzielle Unterstützung für die Basileias, der Auftrag, Bischöfe in Armenia Minor und Großarmenien einzusetzen: all das zeigt, dass Basilius in kaiserlicher Gunst stand. Dieser vermied es, den Kaiser offen zu provozieren. Sein Briefwechsel mit Spitzenbeamten wie Modestus und Demosthenes bestätigt die guten Beziehungen. Andere Briefpartner waren Valens’ Feldherrn Saturninus, Terentius, Traianus und Victor. Sie teilten die kirchenpolitischen Positionen des Basilius, und als Valens später dazu überging, seine homöische Reichskirche mit größerem Druck durchzusetzen, waren sie imstande, ihn zu schützen.

### Vom Homöusianer zum Neunicäner
Basilius hatte sich 362/63 als „Rechtshomöusianer“ eingeordnet. Mitte der 360er Jahre wurde aber offensichtlich, dass längst nicht alle Homöusianer bereit waren, die Annäherung an die Altnicäner um Athanasius mitzuvollziehen. In Kleinasien scharten sich die „Linkshomöusianer“, die den Begriff Hypostase ablehnten, um Basilius’ langjährigen Mentor Eustathius von Sebaste. Ein weiteres Zerfallsprodukt der sich auflösenden homöusianischen Partei war das Pneumatomachentum. Den polemisch-abwertenden Begriff Pneumatomachen, „Geistbekämpfer“, prägte Athanasius; gemeint waren Personen, welche die Gottheit des Heiligen Geistes ablehnten. Bei dieser Gruppe handelte es sich sehr wahrscheinlich um Mönche, für die der Beistand des Geistes Gottes im täglichen Kampf gegen die Dämonen ein zentrales Thema war. Dieser Heilige Geist sollte für den dämonisch bedrängten Asketen „in Reichweite sein“, daher nicht göttlich, sondern ein Engelwesen. Damit wurde die in Nicäa offen gebliebene Frage aktuell, wie sich der Heilige Geist zu Gott Vater und Sohn verhielt. Dieses Thema behandelte Basilius im nach 365 verfassten dritten Hauptteil von Adversus Eunomium. Seine Grundthese ist: Es gibt Engelhierarchien, aber der Heilige Geist ist kein oberster Engel, sondern gehört auf die Seite der Gottheit. Basilius formulierte hier tastend und stark am biblischen Sprachgebrauch orientiert. Noch konnte er den Heiligen Geist nicht in das Vater-Sohn-Schema integrieren, nannte ihn nicht Gott, stellte keine Beziehung des Geistes zur Schöpfung her und ordnete ihn Gott Vater und Sohn unter.
Das Verhältnis zwischen Eustathius und Basilius war schon länger schwierig, bevor es zum offenen Bruch kam. Basilius beschwerte sich bei seinem früheren Mentor, dass sich Asketen im Auftrag des Eustathius in Caesarea aufhielten, die er als Bewacher verstand und im Verdacht hatte, gegen ihn Belastungsmaterial zu sammeln. Basilius und Eustathius hatten eine zweitägige, teils kontroverse Unterredung, an deren Ende Konsens in allen dogmatischen Fragen erreicht wurde und ein gemeinsames Dankgebet gehalten wurde. Basilius wollte die Zugeständnisse, die Eustathius gemacht hatte, schriftlich dokumentieren und verfasste eine Reihe von Fragen mit der Bitte um klare Antwort. Dabei ging es um die Anerkennung des Glaubensbekenntnisses von Nicäa und Verurteilung der Meinung, dass der Heilige Geist ein Geschöpf sei. Aber Eustathius antwortete ausweichend. Basilius hoffte, dass er die gewünschten Klarstellungen von Eustathius schon noch bekommen werde, aber dann kündigten ihm die „Linkshomöusianer“ im Herbst 373 die Gemeinschaft auf, ohne dass Eustathius sich nochmal direkt an ihn gewandt hätte. Der genaue Grund für den Bruch blieb diffus. Basilius war im Herbst 373 und Frühjahr 374 längere Zeit krank. Er sah sich einer Verleumdungskampagne der „Linkshomöusianer“ ausgesetzt, die behaupteten, er lehre nun anderes als in früheren Jahren. Er betonte dagegen, seine Theologie sei nur gewachsen und habe sich begrifflich entfaltet. Für Basilius war besonders verfänglich, dass nun sein einvernehmlicher Briefwechsel mit Apollinaris von Laodicea aus den 360er Jahren ausgegraben wurde und dazu ein problematischer Text des Apollinaris die Runde machte (wahrscheinlich die Epistula Sebastiani). „Basilius sollte als sabellianisierender Häretiker bzw. als Tritheist bloßgestellt werden.“
Die Verdächtigungen veranlassten Basilius, seine Lehre vom Heiligen Geist, den er auch als Paraklet bezeichnete, in knapper Form zusammenzustellen: Dieser gehöre mit Gott Vater und Sohn zusammen und sei kein Geschöpf. Die biblische Taufformel (Mt 28,19 ) habe ebenso wie das Glaubensbekenntnis eine trinitarische Struktur. Der Geist ermögliche die Betrachtung des Sohnes und damit auch des Vaters. In der Doxologie könne die Erwähnung des Geistes nicht fehlen.
Das Jahr 374 markierte den Tiefpunkt der Amtszeit Basilius’ als Bischof. Denn unter den Landbischöfen von Kappadokien dominierten die Anhänger des Eustathius und des homöischen Reichsdogmas, so dass Basilius nur auf wenige persönliche Freunde zurückgreifen konnte; seinen Einfluss in der Diözese Pontus, die der Bischofssitz von Caesarea an sich hatte, büßte er zeitweise fast völlig ein. Was Basilius rettete, war die Unterstützung der Bischöfe zweier Nachbarprovinzen: Eusebius von Samosata und Amphilochius von Ikonium. In dieser Situation stellte Basilius sein Hauptwerk De Spiritu Sancto fertig. Er hatte aber offenbar länger daran gearbeitet, denn große Teile des Textes werben um die Zustimmung der „Linkshomöusianer“, und nach dem Bruch Ende 373 war die Beziehung zu ihnen nur mehr polemisch. Zentrales Anliegen ist die Entwicklung einer Trinitätslehre, die darauf verzichtete, den Sohn und den Geist dem Vater unterzuordnen. De Spiritu Sancto ist „insgesamt als Versuch anzusehen, durch begrifflich weniger fixierte Wendungen eine Theologie zu konzipieren, die für das gesamte homöusianische Spektrum konsensfähig war, dabei aber von der Sache her die eigene … Pneumatologie entwickeln konnte.“ De Spiritu Sancto widmete Basilius seinem Schüler Amphilochius, aber der Text wirkt immer wieder so, als wolle er Eustathius argumentativ umwerben. Dass Eustathius den Text überhaupt zu Gesicht bekommen würde, war unwahrscheinlich. „Stil und Tonfall sind defensiv, aber auch irenisch und nuanciert: [De Spiritu Sancto] bietet anscheinend jemandem eine ausgestreckte Hand, der diese wohl nie sah und von dem es noch unwahrscheinlicher war, dass er sie ergreifen würde.“
Nun war Basilius in der Nähe jener klassischen Formel angelangt, mit der die „neunicänische“ Position verbunden wird: Die Gottheit sei „ein Wesen in drei Hypostasen“ (μία ὀυσία ἐν τρισὶν ὑποστάσεσιν mia ousía en trisìn hypostásesin). Basilius musste zwei Missverständnisse abwehren: Erstens, dass er meine, der Geist sei eine Art „Gottesmaterie“, aus der Vater und Sohn entständen. Zweitens, dass die Annahme mehrerer Hypostasen innerhalb der Gottheit mit dem Monotheismus unvereinbar sei. Das göttliche Wesen definierte er als das Vater, Sohn und Geist „Gemeinsame“ (κοινόν koinón), die Hypostase dagegen als das Vater, Sohn und Geist jeweils „Eigene“ (ἴδιον ídion). Gregor von Nazianz und Gregor von Nyssa entwickelten Basilius’ Theologie nach dessen Tod in kreativer Weise weiter. Die Trinitätslehre der „drei Kappadokier“ entfaltete eine sehr große Wirkungsgeschichte, geht aber über das hinaus, was Basilius selbst vertrat.

### Kontakte in die Westkirche und zum Bischof von Rom

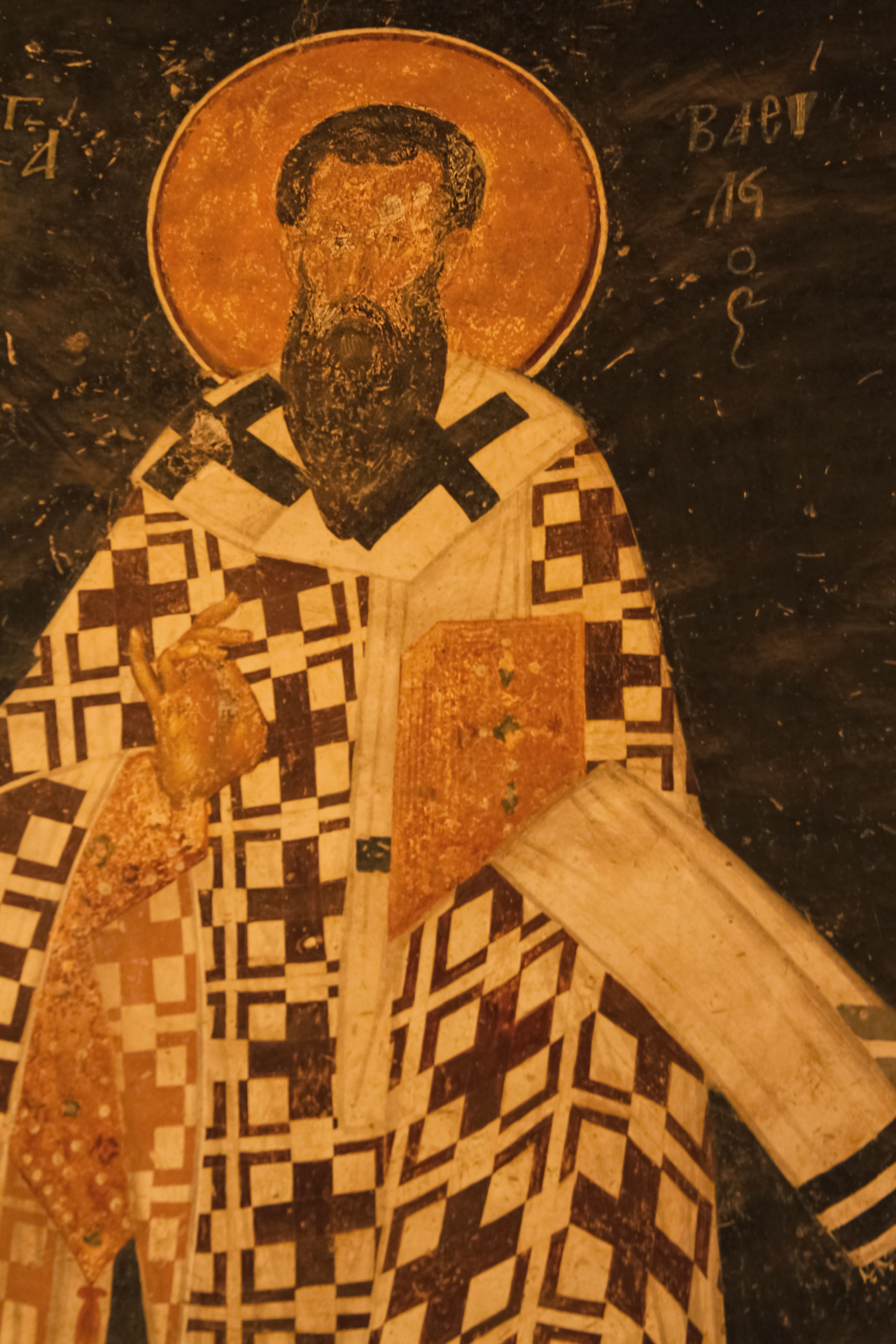
Basilius von Caesarea, Fresko im Parekklesion der Chora-Kirche (Istanbul), 1320/21

Im Westen des Römischen Reichs regierte von 364 bis 375 Kaiser Valentinian I., der als senior Augustus seinem Bruder Valens übergeordnet war, welche den Ostteil des Reiches regierte und dort mit seiner homöischen Kirchenpolitik Druck auf die Homousianer um Athanasius und die heterogene Gruppe der Homöusianer ausübte. Valentinian berief im Sommer 371 eine Reichssynode nach Rom ein. 93 Bischöfe aus Italien und Gallien tagten dort unter Leitung der Bischöfe Damasus von Rom und Valerianus von Aquileia. Sie widerriefen das seinerzeit von Constantius II. durchgesetzte homöische Reichsdogma und bekräftigten das Bekenntnis des Konzils von Nicäa, das sie in einer für die Westkirche charakteristischen Weise interpretierten: Die Begriffe „Wesen“ (ousía/substantia) und „Hypostase“ seien gleichbedeutend. Mit dem Synodalbrief Confidimus quidem, der die Bischöfe im Osten des Reichs aufforderte, sich dem so interpretieren Nicänum anzuschließen, traf der Mailänder Diakon Sabinus im Frühjahr 372 per Schiff in Alexandria ein. Dort war wegen Einstellung der Schifffahrt im Winter die Korrespondenz liegengeblieben, mit der Basilius Ende 371 einen Kontakt nach Rom herstellen wollte; seine Initiative war durch die Ankunft des Sabinus überholt. Die Formulierungen von Confidimus quidem wirkten im griechischen Sprachraum merkwürdig: Gott Vater, Sohn und Heiliger Geist waren demnach „eine Gottheit (deitas), eine Kraft (virtus), eine Gestalt (figura) und eine Substanz (substantia) … was sollte man sich unter der einen Gestalt der Gottheit (una figura) vorstellen?“ Hier kam also ein Übersetzungsproblem hinzu. Sabinus besuchte Caesarea, wo ihm Basilius die politisch bedrängte Lage und die theologischen Positionen der „Rechtshomöusianer“ eingehend darstellte. Auf Initiative des Basilius wurde ein Memorandum für die Bischöfe in Italien und Gallien verfasst und von 32 kleinasiatischen Metropoliten und Bischöfen unterschrieben, das Sabinus bei der Rückreise in den Westen mitnehmen sollte. Das Projekt wurde aber durch eine Personalie in Frage gestellt: Ein führender „Rechtshomöusianer“ war Meletius von Antiochia, und eine positive Reaktion der westlichen Bischöfe auf das kleinasiatische Memorandum hätte implizit bedeutet, dass Meletius von ihnen als rechtmäßiger Bischof von Antiochia anerkannt worden wäre. Im Westen hatte man sich aber auf die Unterstützung des mit Meletius rivalisierenden Altnicäners Paulinus festgelegt. Basilius gab dem Memorandum zwei persönliche Antwortbriefe bei. Die Aufforderung des westlichen Synodalschreibens, die eigene Rechtgläubigkeit durch Zustimmung zu vorgelegten Formulierungen erst beweisen zu müssen, war für ihn eine Zumutung; in seinem Antwortschreiben an Valerianus von Aquileia bat Basilius die Bischöfe im Westen, die Kirchengemeinschaft herzustellen und sich dabei daran zu erinnern, was der Westen vom Osten empfangen hätte – der Ursprung des Christentums lag ja im Osten. Sein zweites Antwortschreiben richtete Basilius allgemein an die Bischöfe im Westen. Darin bat er, Kirchengemeinschaft sichtbar herzustellen, ließ aber offen, wie das geschehen könnte. Das Memorandum und die beiden Briefe trafen im Sommer 372 in Rom und Aquileia ein. Im Herbst 373 erhielt Basilius das Antwortschreiben aus Rom, welches ihm durch Euagrius, einen Presbyter des Paulinus von Antiochia, überstellt wurde – eine deutliche Positionierung Roms im Konflikt um den antiochenischen Bischofssitz. Damasus schickte ihm Memorandum und Begleitbrief zurück, zusammen mit einer Lehrformel, die unterschrieben nach Rom zurückgesandt werden müsse, damit Bischöfe des Westens Kleinasien und Armenien visitieren könnten. Basilius lehnte ab.
Aufgrund der bedrängten kirchenpolitischen Lage der „Rechtshomöusianer“ 374/75 versuchte Basilius noch einmal, Unterstützung aus dem Westen zu bekommen. Homöer und Pneumatomachen waren kurz davor, die Diözese Pontus zu übernehmen, wozu der kaiserliche Vicarius Demosthenes mit seiner Personalpolitik beitrug. Aufgrund von formal korrekten Synodalbeschlüssen, die mit der Mehrheit von Homöern und Pneumatomachen zustande gekommen waren, setzte er Basilius nahestehende Bischöfe ab, darunter auch Gregor von Nyssa. Basilius selbst behielt sein Amt, weil Valens ihm wohlgesonnen war und er wohl auch Fürsprecher am Kaiserhof hatte. Aber er geriet zunehmend ins kirchenpolitische Abseits. Sein Memorandum für die Bischöfe im Westen liegt in Epistula 263 vor. Er bereitete es durch einen vorausgeschickten Brief an die gallischen und italischen Bischöfe (Epistula 243) vor. Basilius bat darum, auf Kaiser Valerian Einfluss zu nehmen, damit dieser seinen Bruder veranlasste, von seiner homöischen Kirchenpolitik abzugehen. Sollte das unmöglich sein, könnte eine Delegation aus dem Westen Kleinasien bereisen und sich vor Ort ein Bild von der Situation machen. Dieses Schreiben erhielt Damasus im Sommer 375, und im folgenden September hielt Basilius die (nicht erhaltene) Antwort aus Rom in Händen. Basilius fand diese so brüskierend, dass er bereute, sich überhaupt an Rom gewandt zu haben.

### Letzte Lebensjahre und Tod
Im Frühjahr 376 gewährte Basilius einer Frau Kirchenasyl, die vom Statthalter gezwungen worden war, eine Ehe einzugehen. Eusebius, der Vicarius von Pontica und ein Verwandter des Kaisers, ließ Basilius wegen des Verdachts auf Ehebruch festnehmen und für die Geißelung vorbereiten. Sein Vorgehen war mindestens teilweise kirchenpolitisch motiviert; beim Verdacht von Ehebruch schützte die vornehme Herkunft den Angeklagten nicht vor Züchtigung. Die aufgebrachte Bevölkerung von Caesarea, verstärkt durch die dortigen Arbeiter-Soldaten (fabricenses), verhinderte, dass es dazu kam. Angesichts des Tumults verzichtete Eusebius auf Züchtigung und Exilierung des Bischofs. Noel Lensky zufolge zeigt diese Begebenheit, warum Valens mit seiner Kirchenpolitik scheiterte: Kleriker wie Basilius konnten auf lokale Unterstützernetzwerke zurückgreifen, und die staatliche Protektion von Homöern brachte dort, wo sie Erfolg hatte, oft Außenstehende in Bischofsämter, die vor Ort keinen Rückhalt hatten.
Am 8. August 378 fiel Valens in der Schlacht von Adrianopel. Das oströmische Heer erlitt eine schwere Niederlage. Valens’ Tod wurde von den Gegnern seiner homöischen Kirchenpolitik begrüßt. Sein Neffe Gratian trat die Nachfolge an. Ambrosius von Mailand widmete ihm den Traktat De fide, in dem er die Katastrophe von Adrianopel als Folge von Valens’ „arianischer“ Kirchenpolitik deutete. Gratian unterstützte dementsprechend die Anhänger des Nicänums. Drei Jahre nach Valens’ Tod triumphierten diese auf dem Konzil von Konstantinopel.
Aber Basilius erlebte diesen Erfolg nicht mehr. Er war seit Jahren krank und hatte immer wieder mit seinem Tod gerechnet. Häufig wird angenommen, dass Basilius wie viele Asketen leberkrank gewesen sei. Volker Henning Drecoll dagegen vermutet bei Basilius ein chronisch wiederkehrendes Darmleiden, eventuell Morbus Crohn. Am 1. Januar 379 starb er. Gregor von Nazianz schreibt, sein Tod habe als Unglück für die Allgemeinheit gegolten, und er sei nicht nur von den Christen, sondern ebenso von den Juden und Heiden in Caesarea betrauert worden.

## Werk

### Asketische Schriften

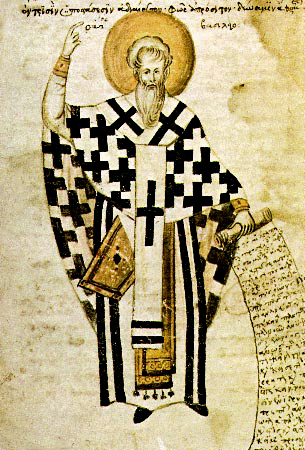
Basilius in einer Handschrift des 15. Jahrhunderts aus Moni Dionysiou

Unter dem Namen des Basilius verzeichnet die Patrologia Graeca 18 asketische Schriften, von denen sieben als authentisch gelten: die Regulae Morales, die Längeren Regeln, die Kürzeren Regeln und Vorworte zu diesen Regeln. Bei den Regulae Morales handelt es sich um eine Sammlung von über 1500 Zitaten aus dem Neuen Testament, die thematisch geordnet als Anleitung für ein christliches Leben dienen sollten. Basilius stellte diese Zitatensammlung mit Hilfe von Gregor von Nazianz in Annisa zusammen. Sie zeigt eine Vorliebe für das Matthäusevangelium und die Paulusbriefe.
Die Längeren und Kürzeren Regeln sind ein zweiteiliges Werk, das Asketikon. Mit Jean Gribomont werden eine erste Redaktion (= Kleines Asketikon) und eine zweite Redaktion (= Großes Asketikon) unterschieden. Der griechische Text des Kleinen Asketikons ist verloren, doch fertigte Rufinus von Aquileia eine lateinische Übersetzung an. In dieser Form entfaltete die Basiliusregel in der Westkirche ihre Wirkungsgeschichte. Die zweite, abschließende Redaktion mit erheblichen Texterweiterungen nahm Basilius selbst als Bischof vor. Hier spiegelt sich der Bruch mit dem früheren asketischen Mentor Eustathius ebenso wie die Sorge des Bischofs um die Asketengruppen in seinem Bistum. Ihnen schickte er das Große Asketikon mit den Regulae Morales und einem Begleitbrief zu.
Beim Lesen der Längeren und Kürzeren Regeln entsteht das Bild einer Zusammenkunft, in der Basilius aus der Runde Fragen vorgelegt werden, die er dann als spiritueller Meister entscheidet. Es handelt sich nicht um ein Programm, das für eine konkrete Asketengemeinschaft (beispielsweise in Annisa oder in der Basilias von Caesarea) entworfen worden wäre. Vielmehr behandelte Basilius in Frage-Antwort-Form Aspekte des Asketenlebens, die im Laufe der Jahre von verschiedenen Gruppen an ihn herangetragen wurden. Er sammelte, was sich bewährt hatte. „Im Rückblick wird die sich über Jahre erstreckende Unterweisung zusammengerafft und erweckt den Eindruck einer einzigen großen Mönchsversammlung oder eines einzigen, nicht enden wollenden Nachtgesprächs.“
Mit Basilius ist man in der Frühphase des christlichen Mönchtums. Das klösterliche Vokabular hatte sich noch nicht entwickelt; Basilius gebrauchte zum Beispiel den Begriff „Mönch“ (μοναχός monachós, wörtlich: „der allein ist“) nicht. Vielleicht schätzte er diese Bezeichnung nicht: Basilius riet nämlich vom Eremitentum ab und empfahl das Koinobitentum, da der Mensch ein Gemeinschaftswesen sei. Da christliches Leben für Basilius im Grunde immer asketisch war, bleiben die Regeln hinsichtlich der Adressaten uneindeutig: alle Christen können sich irgendwie angesprochen fühlen, doch die Regeln setzen eine Gemeinschaft voraus, die sich von der Umwelt getrennt hat. Sie nimmt nicht jeden Interessenten auf, sondern prüft die Kandidaten (Noviziat). Eintritt bedeutet Besitzverzicht. Ein Mitglied, das die Gemeinschaft verlässt, wird nie wieder aufgenommen. Die Gemeinschaft umfasst sowohl eine Brüder- als auch eine Schwesterngruppe mit ihren je eigenen Oberen. Individuelle Kontakte von Brüdern und Schwestern soll es nicht geben, doch sollen beide Gruppen voneinander lernen. Basilius scheint dort, wo er von Oberen schreibt, an ein Gremium erfahrener Männer und Frauen zu denken. Einen Abt im Sinn späterer Klosterregeln kennt er nicht.
In der Frage der Kleidung schlägt Basilius unterschiedliche Lösungen vor. Als junger Asket hatte er sich in Annisa das Äußere eines kynischen Philosophen zugelegt. Nun empfahl er im Asketikon, die ganze Asketengemeinschaft solle sich einheitlich kleiden, so dass man die Mitglieder daran erkennen könne. Die Kleidung solle einfach sein, den Körper angemessen verhüllen und Tag und Nacht getragen werden. An anderer Stelle und möglicherweise für andere Adressaten wird dagegen „würdige“ Kleidung empfohlen, die je nach Jahreszeit, zu Arbeit oder Ruhe passend und für Herren und Diener, Männer und Frauen unterschiedlich sein soll.
Hinsichtlich der Ernährung gilt: Asketen müssen keine Speise meiden, wenn sie ihnen vorgesetzt wird, aber sie essen nur mäßig, um ihre Gesundheit zu erhalten. Die Küche der Asketengemeinschaft gebraucht das, „was in jedem Ort einfach, billig und für die gewöhnlichen Leute zu haben ist.“ Das Asketikon ist die früheste Quelle, in der die Tischlesung erwähnt wird. Eine Gruppe, die eine regelmäßige Lesung bei den gemeinsamen Mahlzeiten praktiziert, ist offensichtlich gut organisiert. Innerhalb des Asketikon gehört der Textabschnitt, der die Tischlesung behandelt, deshalb wohl zu den späten Erweiterungen.
Das Asketikon kennt bereits den Wechsel von Arbeit und Gebet, der oft mit dem benediktinischen Mönchtum und der Formel Ora et labora verbunden wird. Basilius setzte Zeiten für das gemeinschaftliche Stundengebet fest. Bei der Arbeit schlug er einfache handwerkliche Tätigkeiten vor, die mit einer „Disposition der Gottergebenheit“ verrichtet werden können. Die Arbeit dient dem Gemeinwohl.

### Sozialethik
Basilius war eine Zwei-Stufen-Ethik unbekannt, die an Mönche bzw. Asketen andere Maßstäbe anlegt als an andere Christen. Alle beziehen sich auf das gleiche Evangelium, aber in verschiedener Weise; dies thematisierte Basilius in seinen Predigten mit dem Begriff „Verwaltung“ (οἰκονομία oikonomía). Wer sich einer Asketengemeinschaft anschließe, müsse die Kontrolle über sein Vermögen abgeben; der Christ in der Welt behalte diese Kontrolle, sei aber Gott darüber rechenschaftspflichtig und solle sein Eigentum wie ein fremdes Gut ansehen, das er treuhänderisch verwalte. Wer davon mehr für sich verwende als nötig wäre, begehe Diebstahl. Basilius veranschaulicht dies mit seinem Theatergleichnis: Reiche verhalten sich demnach wie Theaterbesucher, die nicht nur einen, sondern mehrere Plätze mit Beschlag belegen.

„Wie wenn einer im Theater, der bereits seinen Platz hat, die nachher Eintretenden fernhalten und den allgemein zugänglichen Raum als sein Eigentum ansprechen wollte, so ähnlich gebärden sich die Reichen. Die gemeinsamen Güter nehmen sie zuerst in Beschlag und machen sie durch diese Vorwegnahme zu ihrem Privateigentum. Würde jeder nur soviel nehmen, als er braucht zur Befriedigung seiner Lebensbedürfnisse, das Übrige aber dem Dürftigen überlassen, dann gäbe es weder Reiche noch Arme.“

Anders als Clemens von Alexandria (Quis dives salvetur) und Augustinus von Hippo (Epistula 131 an Proba) eröffnete Basilius reichen Christen nicht die Möglichkeit, ihren Besitz zu behalten, wenn sie innerlich frei davon blieben. Der Besitz müsse zugunsten der Allgemeinheit verwendet werden. Basilius war wie anderen Theologen der Alten Kirche die Vorstellung fremd, der Christ könne durch die Forderungen der Bergpredigt (bzw. des Matthäusevangeliums insgesamt) überfordert sein. Christus hat es geboten, also ist es möglich. Ein Hauptargument für das koinobitische Mönchtum ist bei Basilius, dass die Gebote in der Gemeinschaft der Gleichgesinnten leichter, sozusagen arbeitsteilig, erfüllt werden können.

### Exegetische Schriften
In der Fastenzeit des Jahres 378 predigte Basilius über das Sechstagewerk (Hexaemeron). Dieser Predigtzyklus über die Schöpfungsgeschichte zeigt, dass Basilius sich in der Naturwissenschaft seiner Zeit gut auskannte. Während manches darin aus der heutigen Zeit amüsant erscheint, erklärte er aber auch einem Publikum, das größtenteils aus einfachen Handwerkern bestand, anschaulich, wie der Regen aus Wolken entsteht (Vergleich mit dem Wasserkessel über dem Feuer im eigenen Hause) und dass der Tidenhub in der Nordsee wesentlich größer als im Mittelmeer ausfalle.
Außerdem ist von Basilius eine Predigtreihe über ausgewählte Psalmen erhalten. Seine Predigt über Psalm 1, bzw. die darin gebotene Einführung in das Buch der Psalmen, wurde von Rufinus von Aquileia ins Lateinische übersetzt und galt im Mittelalter als ein Werk des Augustinus von Hippo. Basilius betonte, dass das Buch der Psalmen wie eine Schatzkammer Lehren der ganzen Bibel in sich vereine und die Psalmverse darüber hinaus durch die Melodien, mit denen sie gesungen werden, besonders einprägsam und wirksam seien.

### Zum Gebrauch der klassischen Literatur
In der Schrift Ad adolescentes stellte Basilius für seine Neffen Ratschläge zusammen, wie diese die heidnischen Autoren lesen sollten. Aus dieser Literatur soll das ausgewählt werden, was nützlich erscheint, und das soll durch Uminterpretation an die eigenen Interessen angepasst werden. Eine höhere Wertschätzung der Klassiker wird manchmal im Wollfärbervergleich erkannt. Demnach ist die Beschäftigung mit den Klassikern notwendige Vorstufe für das tiefere Verständnis der christlichen Lehre.

„Wie die Färber erst sorgfältig vorbereiten, was sie einmal färben wollen, zum Beispiel die Farbe beschaffen, die sie brauchen, sei es Purpur, sei es eine andere Farbe, so müssen auch wir, soll uns der Ruhm der Tugend unauslöschlich verbleiben, zuvor dieser Profanliteratur uns widmen; erst dann können wir den heiligen und geheimnisvollen Lehren aufhorchen. Erst müssen wir uns daran gewöhnen, die Sonne im Wasser zu sehen, ehe wir unseren Blick auf das Licht selbst heften.“

Martin Mayerhofer betont demgegenüber, dass Basilius auf die anstehende Taufe seiner jugendlichen Neffen abziele. Der Glaube sei wichtiger als literarische Kenntnisse, und diese seien für den Glauben auch nicht erforderlich.

## Nachwirkung
Das Bild, das die Nachwelt sich von Basilius machte, wurde stark durch die Gedenkrede des Gregor von Nazianz (Oratio 43) geformt. Gregor lieferte hiermit das Ideal eines Bischofs der Reichskirche ab. Dieses konnte der neuen christlichen Elite in Konstantinopel als Rollenvorbild dienen. Voraussetzungen, die Basilius laut diesem Enkomion mitbrachte, waren vornehme Abstammung und beste Erziehung. Ein solcher Mann drängte sich nicht nach öffentlichen Ämtern, vielmehr zog er sich zur gelehrten Muße (christlich gefärbt: zum Bibelstudium) auf sein Landgut zurück. Als die Kirche ihn brauchte, stand Basilius aber bereit. Seine Amtsführung stilisierte Gregor nach dem biblischen Vorbild des Mose. Er verband die Fähigkeiten des Gesetzgebers (für asketische Gemeinschaften) mit persönlicher Frömmigkeit, Selbstbeherrschung und Offenheit für göttliche Weisungen.
Theologiegeschichtlich wirkte Basilius vor allem durch die kreative Weiterentwicklung seiner Trinitätslehre bei Gregor von Nazianz und Gregor von Nyssa, also mittelbar. Im Byzantinischen Bilderstreit argumentierten die Befürworter der Ikonenverehrung mit Basilius’ Spätwerk De Spiritu Sancto: Im Bild sei das göttliche Urbild präsent, und die dem Bild erwiesene Verehrung gelte dem Urbild.
Das Asketikon des Basilius ist für das orthodoxe Mönchtum grundlegend; in der lateinischen Übersetzung des Rufinus lag das Asketikon sowohl Augustinus von Hippo als auch Columban von Luxeuil und dem Verfasser der Regula Benedicti vor. Als einzige Quelle wird die „Regel unseres heiligen Vaters Basilius“ im Schlusskapitel der Regula Benedicti namentlich genannt; da auch das Vorwort der Regula einen Basilius zugeschriebenen Text zitiert, erwägt Georg Holzherr, dass Benedikt die Regula unter das Patronat des Basilius stellen wollte. Inhaltlich wurden die Ausführungen der Basiliusregel zu Enthaltsamkeit, brüderlichem Umgang untereinander und Maßhalten für die Regula Benedicti vorbildhaft; „Basilius vermeidet Extreme und versteht das Mönchtum als intensiv gelebtes Christentum.“
In einigen Briefen formulierte Basilius kirchenrechtliche Kanones neu; dies ging über das Sammelwerk des Johannes Scholastikos ins orthodoxe Kirchenrecht ein.
Die Basilias galt als Musterhospital, an dessen Einrichtungen sich die anfangs im Osten, etwas später auch im Westen entstehenden Barmherzigkeitsanstalten der ganzen Christenheit orientierten.
In welcher Beziehung Basilius von Caesarea zur Basilius-Anaphora steht, ist unsicher. Hieronymus Engberding und Bernard Capelle vertraten die These, Basilius habe als Bischof von Caesarea ein eucharistisches Hochgebet, das der heutigen ägyptischen Basilius-Anaphora ähnlich gewesen sei, entsprechend seiner Theologie überarbeitet.
In Handschriften liegen erste deutschsprachige Übersetzungen von Texten aus Basilius’ Mönchsregeln seit dem 15. Jahrhundert vor. Bei den lateinischen Basilius-Handschriften des Mittelalters gibt es zwei Schwerpunkte: neben die asketischen Schriften tritt das Hexaemeron als Quelle für antike Naturwissenschaft in christlicher Rezeption. Dogmatische Schriften und Briefe waren nicht übersetzt und damit in Lateineuropa fast unerreichbar.

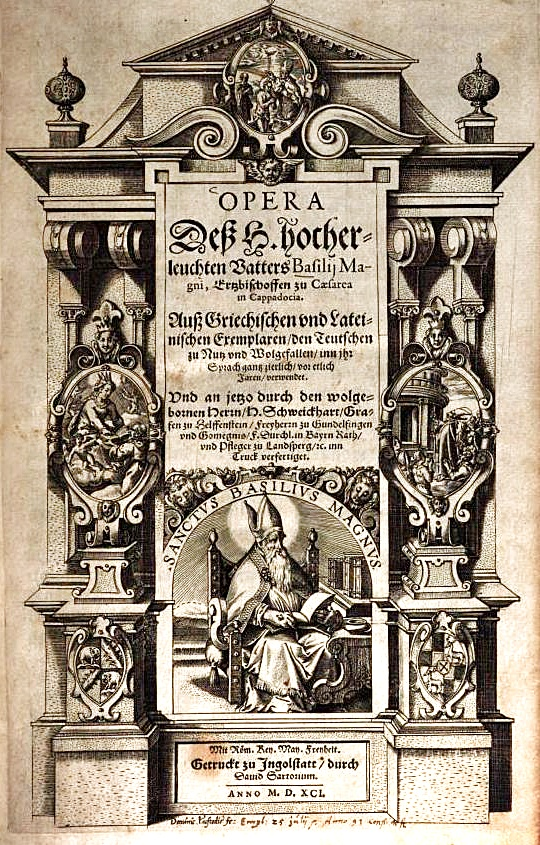
Titelblatt der von Helfenstein besorgten deutschen Gesamtausgabe (1595)

Im Humanismus blühte der Griechischunterricht auf, davon profitierte auch die Beschäftigung mit Basilius von Caesarea. Nachdem im Mittelalter vor allem die Mönchsregeln rezipiert worden waren, lud nun das Gesamtwerk zu Entdeckungen ein. An Basilius interessierte die „starke Hinwendung zu ethischen und praktischen Anliegen des christlichen Lebens, die andere Anknüpfungspunkte als die spekulative Theologie vieler östlicher Kirchenväter bot.“ Das Hexaemeron dagegen fand kaum noch Interesse.
Die erste griechische Gesamtausgabe besorgte Erasmus von Rotterdam, der außerdem drei Basiliusschriften ins Lateinische übersetzte. An zweiter Stelle steht der Zwickauer Stadtarzt Janus Cornarius, der sowohl eine griechische als auch eine lateinische Gesamtausgabe erarbeitete. Wolfgang Musculus besorgte 1540 eine revidierte und erweiterte griechische Gesamtausgabe. Der wichtigste Druckort für Basiliusschriften war Basel, gefolgt von Leipzig und Köln.
Im konfessionellen Streit argumentierten alle Seiten mit Basilius, jedoch erfolgte der Zugriff stärker im Protestantismus und setzte in der Römisch-katholischen Kirche erst verzögert nach dem Konzil von Trient ein. Da prominente Reformatoren an Übersetzung und Druck seiner Schriften beteiligt waren, wurden die meisten Basilius-Drucke im deutschen Sprachraum von der Inquisition auf den Index der verbotenen Bücher gesetzt. Konfessionsübergreifend stieß Basilius mit seinem Aufruf in Ad adolescentes, als Christ die heidnischen Klassiker zu lesen, auf ein starkes Echo. Sein griechischer Stil wurde ebenso gerühmt wie seine moralischen Empfehlungen. Viele Basilius-Drucke der Reformationszeit stammen aus dem Schul- und Universitätsbetrieb.
Die volkssprachliche Rezeption war im 16. Jahrhundert vergleichsweise gering und konfessionell etwa ausgewogen. Unter Verzicht auf die pädagogischen Aspekte (die Qualitäten seines griechischen Stils waren nicht mehr erkennbar) wurde Basilius als Moralprediger und Glaubenszeuge gelesen. Eine deutsche Gesamtausgabe der Werke des Basilius besorgte Schweikhard von Helfenstein (Ingolstadt 1591). Das Titelblatt schmückt ein Kupferstich, der in einer Pfeilerarchitektur Medaillons mit Szenen aus dem Leben des Heiligen bietet: oben die Taufe, links nimmt Maria als Himmelskönigin die Mönchsregeln entgegen; rechts steht Basilius fordernd vor dem Palast eines Reichen. Helfensteins Vorwort stellte Basilius’ Werk in einen kontroverstheologischen Rahmen: Die wahre (katholische, apostolische, römische) Kirche sei uralt und werde von Basilius vertreten; die „Protestanten hingegen werden als die newen Rott vnd Sectenmeister verunglimpft.“ Auf Helfensteins Übersetzung wirkte sich diese antiprotestantische Agenda allerdings kaum aus.
Dass Papst Pius V. 1568 Basilius zusammen mit Athanasius, Gregor von Nazianz und Johannes Chrysostomos den Titel Kirchenlehrer verlieh (Breviarium Pianum), war eine Konsequenz aus dem humanistischen Interesse an diesen prominenten griechischen Theologen; im Konfessionsstreit des 16. Jahrhunderts sollte damit auch betont werden, dass die griechischen Väter Lehren der römischen Kirche bestätigten.
Unter den Reformatoren zitierte Johannes Calvin die Kirchenväter zwar häufig, war aber mit ihren Werken eher oberflächlich vertraut. Er benutzte die lateinische Basiliusausgabe von Cornarius in einem Basler Druck von 1540. Das Potential, das die griechischen Väter für seine Trinitätslehre gehabt hätten, schöpfte er nicht aus. Basilius’ Hexaemeron empfahl Calvin als Schlüssel zum Verständnis der Schöpfungsgeschichte, und der Autorität des Basilius vertrauend bejahte er das geozentrische Weltbild und aristotelische Lehren über die Himmelssphären und das Gewicht der Elemente.

## Heiligenverehrung

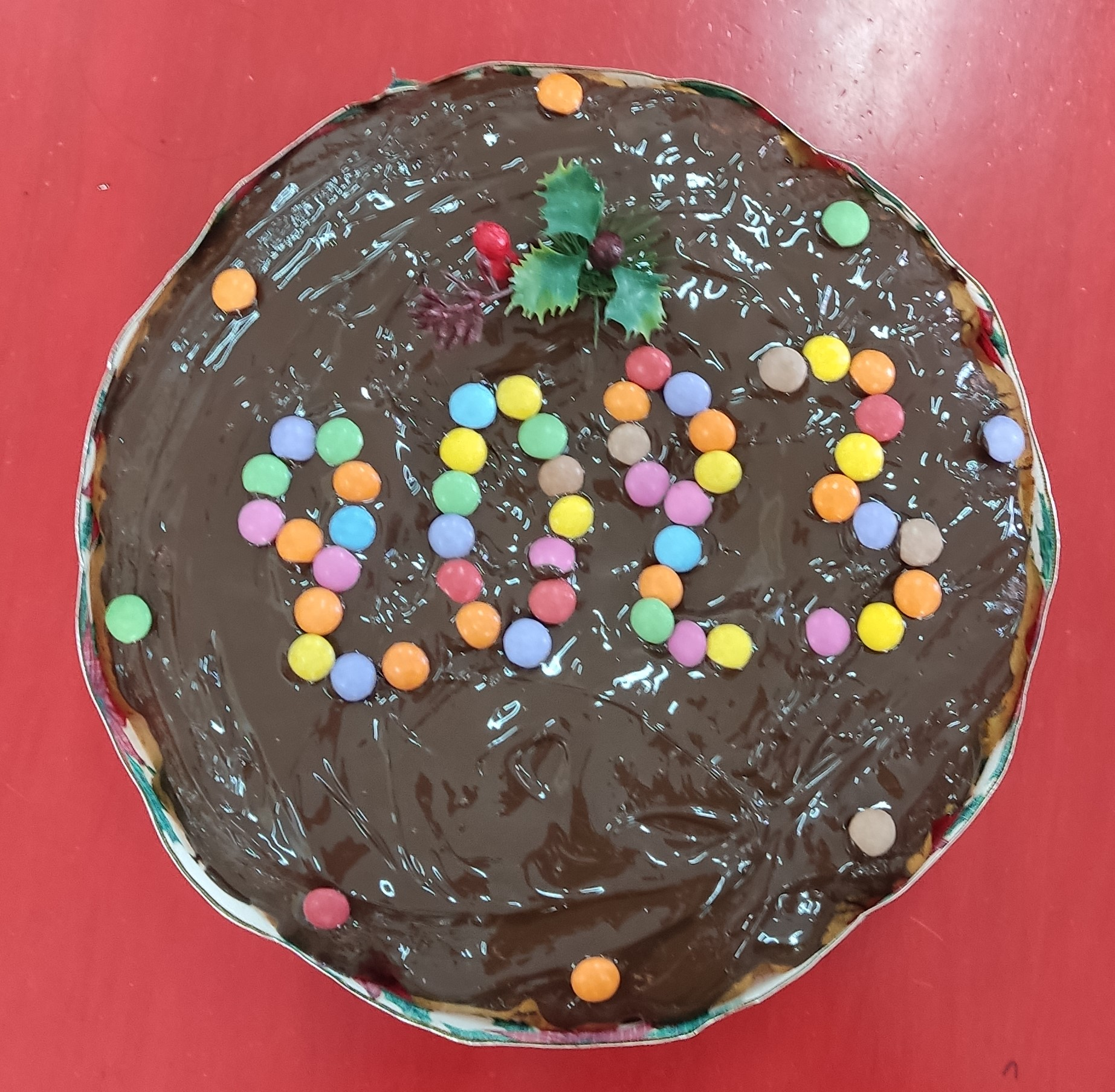
Neujahrskuchen Vasilópita

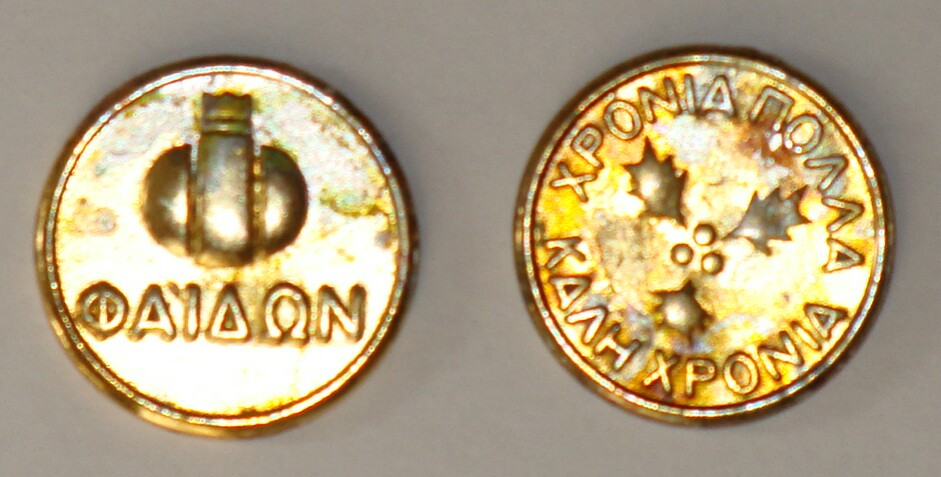
In der Vasilópita eingebackene Münze

- Orthodox: 1. Januar (Hl. Basilius), 30. Januar (Hl. Drei Hierarchen)
- Katholisch: 2. Januar (Gebotener Gedenktag im Allgemeinen Römischen Kalender, zusammen mit Gregor von Nazianz), bis zur Liturgiereform 1970 14. Juni als Tag seiner Priesterweihe.[156]
- Anglikanisch: 2. Januar[157]
- Evangelisch: 2. Januar im Evangelischen Namenkalender

Basilius wurde schon bald nach seinem Tod als Heiliger verehrt. Die Feier seines Todestags (1. Januar) wurde infolge der Förderung durch das Mönchtum zu einem wichtigen Heiligenfest. Basilius gilt als Schutzpatron der Armen und Kranken sowie der Kämpfer für Frieden und Einheit der Kirche; beides ist aus seiner Biographie heraus verständlich.
Die Basiliuslegenden schmückten den Konflikt des Bischofs mit den „Arianern“ aus und enthalten verschiedene Wunder, die dem Heiligen zugeschrieben wurden. Diese konnten auch in Zyklen künstlerisch dargestellt werden. Spätere Legendenfassungen betonten die Konfrontation zwischen Basilius und Kaiser Valens. Wirkungsgeschichtlich wichtig ist das Motiv des Teufelspakts in der Proterius-Geschichte (5. Jahrhundert). Der Christ Proterius verschreibt sich demnach einem Dämon, um die geliebte Frau zu heiraten. Diese entdeckt das Geheimnis und bittet Bischof Basilius um Hilfe. Basilius überzeugt Proterius, öffentlich Buße zu tun, konfrontiert den Dämon vor versammelter Gemeinde und zerreißt die Urkunde, mit der Proterius sich diesem verschrieben hat.
Die Ikonografie des Heiligen Basilius nahm im 7. Jahrhundert feste Formen an. Demnach wird er als schlanker, magerer Mann gemalt mit einer langen Nase, schmalen Wangen und deutlichen Falten in der hohen Stirn. Haare und Bart sind braun, der Bart lang und spitz zulaufend. Er trägt ein Bischofsgewand.
An seinem Gedenktag und Neujahrstag 1. Januar bekommen die griechisch-orthodoxen Kinder ihre Neujahrsgeschenke von ihm. Der Kuchen Vasilópita, der am Neujahrstag zu seinen Ehren angeschnitten wird, enthält eine Münze, Symbol seiner Wohltätigkeit, die von dem Gesegneten des Jahres in seinem angeschnittenen Stück gefunden wird. Am Tag davor, Silvester, besingen die Kinder von Tür zu Tür sein Ankommen zu Neujahr.

## Werkausgaben (Auswahl)

### Griechische und lateinische Texteditionen
- Lettres. Texte établi et trad. par Yves Courtonne, 3 Bände. Les Belles Lettres, Paris 1957–1966.
- Contre Eunome. Suivi de Apologie Eunome. Introd., trad. et notes de Bernard Sesboüé, Band 1 (= Sources Chrétiennes 299). Éditions du Cerf, Paris 1982, ISBN 2-204-01960-7.
- Contre Eunome. Suivi de Apologie Eunome. Introd., trad. et notes de Bernard Sesboüé, Band 2 (= Sources Chrétiennes 305). Éditions du Cerf, Paris 1983, ISBN 2-204-02119-9.
- Sur le baptême. Texte grec de l’éd. de U. Neri, introd., trad. et annotation par Jeanne Ducatillon (= Sources Chrétiennes 357). Éditions du Cerf, Paris 1989, ISBN 2-204-04062-2.
- Homilien zum Hexaemeron, hrsg. von Emmanuel Amand de Mendieta und Stig Y. Rudberg (= Die Griechischen Christlichen Schriftsteller Neue Folge 2). De Gruyter, Berlin/Boston 1997, ISBN 978-3-11-180966-3.
- Nosce te ipsum … animam tuam … Deum: Predigt 3 des Basilius Caesariensis, griechischer Text und lateinische Übersetzung des Rufinus, hrsg. von Heinrich Marti (= Texte und Untersuchungen zur Geschichte der altchristlichen Literatur 168). De Gruyter, Berlin/Boston 2012, ISBN 978-3-11-025849-3.

### Werke in deutscher Übersetzung
Aufgeführt ist jeweils die neuste Übersetzung.
- Briefe. Eingeleitet, übersetzt und erläutert von Wolf-Dieter Hauschild, 3 Bände. Hiersemann, Stuttgart 1973–1993.
- Die Mönchsregeln. Übersetzt und kommentiert von Karl Suso Frank. 2. aktualisierte Auflage. EOS, St. Ottilien 2010, ISBN 978-3-8306-7433-7.
- De Spiritu sancto. Über den Heiligen Geist (= Fontes Christiani 12). Herder, Freiburg/Basel/Wien 1993, ISBN 3-451-22132-2.
- Homilien über das Hexaemeron (Homiliae in Hexaemeron), übersetzt und mit Anmerkungen versehen von Anton Stegmann (= Bibliothek der Kirchenväter, 1. Reihe, Band 47). Kösel und Pustet, München 1925 (online).
- Mahnwort an die Jugend über den nützlichen Gebrauch der heidnischen Literatur (Ad adolescentes de legendis gentilium libris), übersetzt und mit Anmerkungen versehen von Anton Stegmann (= Bibliothek der Kirchenväter, 1. Reihe, Band 47). Kösel und Pustet, München 1925 (online).
- Ausgewählte Predigten (Homiliae diversae), übersetzt und mit Anmerkungen versehen von Anton Stegmann (= Bibliothek der Kirchenväter, 1. Reihe, Band 47) Kösel und Pustet, München 1925 (online).

### Lexika
- Wolf-Dieter Hauschild: Basilius von Caesarea. In: Theologische Realenzyklopädie (TRE). Band 5, de Gruyter, Berlin / New York 1980, ISBN 3-11-007739-6, S. 301–313.
- Adolf Martin Ritter: Basilius von Caesarea. In: Religion in Geschichte und Gegenwart (RGG). 4. Auflage. Band 1, Mohr-Siebeck, Tübingen 1998, Sp. 1154–1155.
- Charles Kannengiesser: Basilius v. Caesarea. In: Walter Kasper (Hrsg.): Lexikon für Theologie und Kirche. 3. Auflage. Band 2. Herder, Freiburg im Breisgau 1994, Sp. 67–69.
- Christoph Markschies: Basileios 1. Basileios der Große. In: Der Neue Pauly, Band 2. Metzler, Stuttgart/Weimar 1997, Sp. 459–461 (online).
- G. Bardy: Basilius von Caesarea. In: Reallexikon für Antike und Christentum, Band 1. Hiersemann, Stuttgart 1950, Sp. 1261–1265 (online).

### Monografien
- Mark DelCogliano: Basil of Caesarea’s Anti-Eunomian Theory of Names: Christian Theology and Late-antique Philosophy in the Fourth Century Trinitarian Controversy (= Vigiliae Christianae, Supplements. 103). Brill, Leiden 2010, ISBN 978-90-04-18332-2.
- Hermann Dörries: De Spiritu Sancto. Der Beitrag des Basilius zum Abschluß des trinitarischen Dogmas. Göttingen 1956 (= AbhAWG, PhHKl, 3.Fg, 39)
- Volker Henning Drecoll: Die Entwicklung der Trinitätslehre des Basilius. Sein Weg vom Homöusianer zum Neonizäaner (= Forschungen zur Kirchen- und Dogmengeschichte 66). Vandenhoeck & Ruprecht, Göttingen 1996, ISBN 3-525-55174-6.
- Klaus Koschorke: Spuren der alten Liebe. Studien zum Kirchenbegriff des Basilius von Caesarea (= Paradosis 32). Academic Press, Fribourg 1991. (Download)
- Martin Mayerhofer: Die Erziehung des Menschen: Untersuchungen zu einem Leitmotiv im Wirken von Basilius von Cäsarea (= Paradosis 54). Academic Press, Fribourg 2013, ISBN 978-3-7278-1731-1. (Download)
- Philip Rousseau: Basil of Caesarea (= Transformation of the Classical Heritage 20). University of California Press, Berkeley/Los Angeles/London 1994, ISBN 0-520-21381-5.
- Andrea Sterk: Renouncing the World yet Leading the Church. The Monk-Bishop in Late Antiquity. Harvard University Press, Cambridge u. a. 2004, ISBN 0-674-01189-9.
- Regina Toepfer: Pädagogik, Polemik, Paränese. Zur deutschen Rezeption des Basilius Magnus im Humanismus und in der Reformationszeit (= Frühe Neuzeit 123). Niemeyer, Tübingen 2007, ISBN 978-3-484-36623-7.
- Michael Vollstädt: Muße und Kontemplation im östlichen Mönchtum. Eine Studie zu Basilius von Caesarea und Gregor von Nyssa (= Freiburger theologische Studien 184). Herder, Freiburg/Basel/Wien 2018, ISBN 978-3-451-38067-9.

### Artikel
- Paul J. Fedwick (Hrsg.): Basil Of Caesarea, Christian, Humanist, Ascetic. A Sixteen Hundredth Anniversary Symposium. Pontifical Institute of Mediaeval Studies, Toronto 1981 (online), enthält unter anderem:
  - Paul J. Fedwick: A Chronology of the Life and Works of Basil of Caesarea, S. 3–20.
  - Jean Gribomont: Notes biographiques sur s. Basile le Grand, S. 21–48.
  - Ioannes Karyannopoulos: St. Basil’s Social Activity: Principles and Praxis, S. 375–391.
  - Wilma Fitzgerald: Notes on the Iconography of Saint Basil the Great, S. 533–563.
- Wolf-Dieter Hauschild: Basilius von Cäsarea und das Problem der Kircheneinheit. In: Johannes Arnold et al. (Hrsg.): Väter der Kirche: Ekklesiales Denken von den Anfängen bis in die Neuzeit; Festgabe für Hermann Josef Sieben zum 70. Geburtstag. Schöningh, Paderborn/München/Wien/Zürich 2004, S. 189–216. ISBN 3-506-70423-0 (online).
- Andrew Louth: On Being a Christian in Late Antiquity: St Basil the Great between the Desert and the City. In: Geoffrey Dunn, Wendy Mayer (Hrsg.): Christians Shaping Identity from the Roman Empire to Byzantium (= Vigiliae Christianae, Supplements. 132). Brill, Leiden 2015, S. 85–99. ISBN 978-90-04-29897-2.
- Pia Luislampe: Staunen, Bewunderung und Gebet bei Basilius von Caesarea. In: Erbe und Auftrag 74 (1998), S. 495–509.
- Claudio Moreschini: Basil of Caesarea. In: Anna Marmodoro, Sophie Cartwright (Hrsg.): A History of Mind and Body in Late Antiquity. Cambridge University Press, Cambridge u. a. 2018, S. 267–282. ISBN 978-1-316-84853-1.
- Andreas Müller: „All das ist Zierde für den Ort …“. Das diakonisch-karitative Großprojekt des Basileios von Kaisareia. In: Zeitschrift für Antikes Christentum 13 (2009), S. 452–474.